# Liste von Neuverfilmungen
Die Liste der Neuverfilmungen enthält Neuverfilmungen von Filmen. Die Anordnung der Listen erfolgt nach dem Ursprungsland des Originals, in den einzelnen Listen erfolgt die Sortierung nach dem Jahr der Veröffentlichung des Originalfilms.

## Amerikanische Spielfilme

### US-amerikanische Filme
| Jahr | Original                                       | Regie                                             | Jahr | Land                                     | Neuverfilmung                                               | Regie                              | Vorlage                                                                                         |
| ---- | ---------------------------------------------- | ------------------------------------------------- | ---- | ---------------------------------------- | ----------------------------------------------------------- | ---------------------------------- | ----------------------------------------------------------------------------------------------- |
| 1907 | Ben Hur                                        | Sidney Olcott                                     | 1925 | USA                                      | Ben Hur                                                     | Fred Niblo                         | Lew Wallace – Ben Hur (Roman)                                                                   |
| 1907 | Ben Hur                                        | Sidney Olcott                                     | 1959 | USA                                      | Ben Hur                                                     | William Wyler                      | Lew Wallace – Ben Hur (Roman)                                                                   |
| 1907 | Ben Hur                                        | Sidney Olcott                                     | 2003 | USA                                      | Ben Hur                                                     | Bill Kowalchuk                     | Lew Wallace – Ben Hur (Roman)                                                                   |
| 1907 | Ben Hur                                        | Sidney Olcott                                     | 2010 | USA                                      | Ben Hur                                                     | Steve Shill                        | Lew Wallace – Ben Hur (Roman)                                                                   |
| 1907 | Ben Hur                                        | Sidney Olcott                                     | 2016 | USA                                      | Ben Hur                                                     | Timur Nuruachitowitsch Bekmambetow | Lew Wallace – Ben Hur (Roman)                                                                   |
| 1916 | 20.000 Meilen unter dem Meer                   | Stuart Paton                                      | 1954 | USA                                      | 20.000 Meilen unter dem Meer                                | Richard Fleischer                  | Jules Verne – 20.000 Meilen unter dem Meer (Roman)                                              |
| 1923 | Seemannslos                                    | Irvin Willat                                      | 1928 | USA                                      | Pflicht und Liebe                                           | William Nigh                       | Ben Ames Williams – All the Brothers Were Valian (Roman)                                        |
| 1923 | Seemannslos                                    | Irvin Willat                                      | 1953 | USA                                      | Die schwarze Perle                                          | Richard Thorpe                     | Ben Ames Williams – All the Brothers Were Valian (Roman)                                        |
| 1924 | Die Ehe im Kreise                              | Ernst Lubitsch                                    | 1932 | USA                                      | Eine Stunde mit Dir                                         | Ernst Lubitsch                     | Lothar Schmidt – Nur ein Traum (Lustspiel)                                                      |
| 1924 | Monsieur Beaucaire, der königliche Barbier     | Sidney Olcott                                     | 1946 | USA                                      | Mit Pinsel und Degen                                        | George Marshall                    |                                                                                                 |
| 1925 | Das Opfer der Stella Dallas                    | Henry King                                        | 1937 | USA                                      | Stella Dallas                                               | King Vidor                         | Olive Higgins Prouty – Stella Dallas (Roman)                                                    |
| 1925 | Das Opfer der Stella Dallas                    | Henry King                                        | 1990 | USA                                      | Stella                                                      | John Erman                         | Olive Higgins Prouty – Stella Dallas (Roman)                                                    |
| 1925 | Sieben Chancen                                 | Buster Keaton                                     | 1999 | USA                                      | Der Junggeselle                                             | Gary Sinyor                        |                                                                                                 |
| 1926 | Blutsbrüderschaft                              | Herbert Brenon                                    | 1939 | USA                                      | Drei Fremdenlegionäre                                       | William A. Wellman                 | Percival Christopher Wren – Drei Brüder (Roman)                                                 |
| 1926 | Blutsbrüderschaft                              | Herbert Brenon                                    | 1966 | USA                                      | Drei Fremdenlegionäre                                       | Douglas Heyes                      | Percival Christopher Wren – Drei Brüder (Roman)                                                 |
| 1926 | Fuchsteufelswild                               | Leo McCarey                                       | 1937 | USA                                      | The Wrong Miss Wright                                       | Charles Lamont                     |                                                                                                 |
| 1926 | Mare Nostrum                                   | Rex Ingram                                        | 1948 | Italien, Spanien                         | Mare Nostrum                                                | Rafael Gil                         | Vicente Blasco Ibáñez – Mare Nostrum (Roman)                                                    |
| 1927 | Der Jazzsänger                                 | Al Jolson                                         | 1952 | USA                                      | Jazz Singer                                                 | Michael Curtiz                     | Samson Raphaelson – he Day of Atonement (Kurzgeschichte)                                        |
| 1928 | Buster Keaton, der Filmreporter                | Edward Sedgwick                                   | 1950 | USA                                      | Brustbild, bitte!                                           | Jack Donohue                       |                                                                                                 |
| 1930 | Im Westen nichts Neues                         | Lewis Milestone                                   | 1979 | USA                                      | Im Westen nichts Neues                                      | Delbert Mann                       | Erich Maria Remarque – Im Westen nichts Neues (Roman)                                           |
| 1930 | Im Westen nichts Neues                         | Lewis Milestone                                   | 2022 | Deutschland                              | Im Westen nichts Neues                                      | Edward Berger                      | Erich Maria Remarque – Im Westen nichts Neues (Roman)                                           |
| 1931 | Daybreak                                       | Jacques Feyder                                    | 2001 | Österreich                               | Spiel im Morgengrauen                                       | Götz Spielmann                     | Arthur Schnitzler – Spiel im Morgengrauen (Novelle)                                             |
| 1931 | Der Champ                                      | King Vidor                                        | 1979 | USA                                      | Der Champ                                                   | Franco Zeffirelli                  |                                                                                                 |
| 1931 | Dracula                                        | Tod Browning                                      | 1979 | USA                                      | Dracula                                                     | John Badham                        | Hamilton Deane – Dracula (Theaterstück)                                                         |
| 1931 | Spätausgabe                                    | Mervyn LeRoy                                      | 1936 | USA                                      | Zwei gegen die Welt                                         | William C. McGann                  | Louis Weitzenkorn – Five Star Final (Theaterstück)                                              |
| 1932 | Back Street                                    | John M. Stahl                                     | 1942 | USA                                      | Seitenstraße                                                | Robert Stevenson                   | Fannie Hurst – Endstation Paris (Roman)                                                         |
| 1932 | Back Street                                    | John M. Stahl                                     | 1961 | USA                                      | Endstation Paris                                            | David Miller                       | Fannie Hurst – Endstation Paris (Roman)                                                         |
| 1932 | Die Mumie                                      | Karl Freund                                       | 1999 | USA                                      | Die Mumie                                                   | Stephen Sommers                    |                                                                                                 |
| 1932 | Shanghai-Express                               | Josef von Sternberg                               | 1951 | USA                                      | Peking-Expreß                                               | William Dieterle                   | Harry Hervey – Sky Over China (Kurzgeschichte)                                                  |
| 1933 | King Kong und die weiße Frau                   | Merian C. Cooper Ernest B. Schoedsack             | 1976 | USA                                      | King Kong                                                   | John Guillermin                    |                                                                                                 |
| 1933 | King Kong und die weiße Frau                   | Merian C. Cooper Ernest B. Schoedsack             | 2005 | USA Neuseeland Deutschland               | King Kong                                                   | Peter Jackson                      |                                                                                                 |
| 1933 | King Kong und die weiße Frau                   | Merian C. Cooper Ernest B. Schoedsack             | 2017 | USA                                      | Kong: Skull Island                                          | Jordan Vogt-Roberts                |                                                                                                 |
| 1933 | Lady für einen Tag                             | Frank Capra                                       | 1961 | USA                                      | Die unteren Zehntausend                                     | Frank Capra                        | Damon Runyon – Madame la Gimp (Erzählung)                                                       |
| 1933 | The Mayor of Hell                              | Archie Mayo                                       | 1938 | USA                                      | Schule des Verbrechens                                      | Lewis Seiler, William Clemens      |                                                                                                 |
| 1933 | The Mayor of Hell                              | Archie Mayo                                       | 1939 | USA                                      | Hell’s Kitchen                                              | Ewald André Dupont, Lewis Seiler   |                                                                                                 |
| 1934 | Frauen am Scheideweg                           | John M. Stahl                                     | 1959 | USA                                      | Solange es Menschen gibt                                    | Douglas Sirk                       | Fannie Hurst – Imitation of Life (Roman)                                                        |
| 1934 | Die schwarze Majestät                          | Mitchell Leisen                                   | 1998 | USA                                      | Rendezvous mit Joe Black                                    | Martin Brest                       | Alberto Casella – La Morte in Vacanze (Theaterstück)                                            |
| 1934 | Der bunte Schleier                             | Richard Boleslawski                               | 1957 | USA                                      | Hongkong war ihr Schicksal                                  | Ronald Neame                       | William Somerset Maugham – Der bunte Schleier (Roman)                                           |
| 1934 | Der bunte Schleier                             | Richard Boleslawski                               | 2006 | China, USA                               | Der bunte Schleier                                          | Ron Nyswaner                       | William Somerset Maugham – Der bunte Schleier (Roman)                                           |
| 1935 | Magnificent Obsession                          | John M. Stahl                                     | 1954 | USA                                      | Die wunderbare Macht                                        | Douglas Sirk                       | Lloyd C. Douglas – Magnificent Obsession (Roman)                                                |
| 1936 | Mr. Deeds geht in die Stadt                    | Frank Capra                                       | 2002 | USA                                      | Mr. Deeds                                                   | Steven Brill                       | Clarence Budington Kelland – Opera Hat (Kurzgeschichte)                                         |
| 1936 | Mein Mann Godfrey                              | Gregory La Cava                                   | 1957 | USA                                      | Mein Mann Gottfried                                         | Henry Koster                       | Eric Hatch – 101 Park Avenue (Erzählung)                                                        |
| 1936 | The White Angel                                | William Dieterle                                  | 1951 | GB                                       | Florence Nightingale – Ein Leben für den Nächsten           | Herbert Wilcox                     | Filmbiografie von Florence Nightingale                                                          |
| 1937 | … dann kam der Orkan                           | John Ford                                         | 1979 | USA                                      | Hurricane                                                   | Jan Troell                         | James Norman Hall und Charles Bernard Nordhoff – Hurrikan (Roman)                               |
| 1937 | Call It a Day                                  | Archie Mayo                                       | 1956 | BRD                                      | Der erste Frühlingstag                                      | Helmut Weiss                       | Dodie Smith – Der erste Frühlingstag (Theaterstück)                                             |
| 1937 | In den Fesseln von Shangri-La                  | Frank Capra                                       | 1973 | USA                                      | Der verlorene Horizont                                      | Charles Jarrott                    | James Hilton – Der verlorene Horizont (Roman)                                                   |
| 1937 | 100 Mann und ein Mädchen                       | Henry Koster                                      | 1960 | BRD                                      | Sabine und die 100 Männer                                   | Wilhelm Thiele                     |                                                                                                 |
| 1937 | Love is News                                   | Tay Garnett                                       | 1948 | USA                                      | Ich heirate dich doch                                       | Robert B. Sinclair                 |                                                                                                 |
| 1937 | Schneewittchen und die sieben Zwerge           | David D. Hand                                     | 1970 | Türkei                                   | Pamuk Prenses Ve 7 Cüceler                                  | Ertem Göreç                        | Gebrüder Grimm – Schneewittchen (Märchen)                                                       |
| 1937 | Schneewittchen und die sieben Zwerge           | David D. Hand                                     | 2025 | USA, GB, Italien, Deutschland            | Schneewittchen                                              | Marc Webb                          | Gebrüder Grimm – Schneewittchen (Märchen)                                                       |
| 1938 | Schnelle Fäuste                                | Richard Thorpe                                    | 1947 | USA                                      | Killer McCoy                                                | Roy Rowland                        |                                                                                                 |
| 1938 | Vater dirigiert                                | Michael Curtiz                                    | 1955 | USA                                      | Man soll nicht mit der Liebe spielen                        | Gordon Douglas                     |                                                                                                 |
| 1938 | Vier Leichen auf Abwegen                       | Lloyd Bacon                                       | 1952 | USA                                      | Gauner mit weißer Weste                                     | Roy Del Ruth                       | Damon Runyon – A Slight Case of Murder (Theaterstück)                                           |
| 1938 | Vier Mann – ein Schwur                         | John Ford                                         | 1948 | USA                                      | Rache ohne Gnade                                            | H. Bruce Humberstone               | David Garth – Four Men and a Prayer (Roman)                                                     |
| 1939 | Der große Bluff                                | George Marshall                                   | 1950 | USA                                      | Revolverlady                                                | Louis King                         | Frederick Schiller Faust – Destry Rides Again (Roman)                                           |
| 1939 | Die Frauen                                     | George Cukor                                      | 2008 | USA                                      | The Women – Von großen und kleinen Affären                  | Diane English                      | Clare Boothe Luce – Die Frauen (Theaterstück)                                                   |
| 1939 | Ruhelose Liebe                                 | Leo McCarey                                       | 1957 | USA                                      | Die große Liebe meines Lebens                               | Leo McCarey                        |                                                                                                 |
| 1939 | Ruhelose Liebe                                 | Leo McCarey                                       | 1994 | USA                                      | Perfect Love Affair                                         | Glenn Gordon Caron                 |                                                                                                 |
| 1939 | Ringo                                          | John Ford                                         | 1966 | USA                                      | San Fernando                                                | Gordon Douglas                     |                                                                                                 |
| 1939 | Ringo                                          | John Ford                                         | 1986 | USA                                      | Höllenfahrt nach Lordsburg                                  | Ted Post                           |                                                                                                 |
| 1939 | When Tomorrow Comes                            | John M. Stahl                                     | 1957 | USA                                      | Der letzte Akkord                                           | Douglas Sirk                       |                                                                                                 |
| 1940 | Das Haus der sieben Sünden                     | Tay Garnett                                       | 1950 | USA                                      | Südsee-Vagabunden                                           | H. Bruce Humberstone               |                                                                                                 |
| 1940 | Rendezvous nach Ladenschluß                    | Ernst Lubitsch                                    | 1998 | USA                                      | e-m@il für Dich                                             | Nora Ephron                        | Miklós László – Parfümerie (Theaterstück)                                                       |
| 1940 | Tin Pan Alley                                  | Walter Lang                                       | 1950 | USA                                      | I’ll Get By                                                 | Richard Sale                       |                                                                                                 |
| 1941 | Die Abenteurerin                               | René Clair                                        | 1952 | USA                                      | Der rote Engel                                              | Sidney Salkow                      |                                                                                                 |
| 1941 | Die ewige Eva                                  | Henry Koster                                      | 1973 | BRD                                      | Oh Jonathan – oh Jonathan!                                  | Franz Peter Wirth                  |                                                                                                 |
| 1941 | Der Wolfsmensch                                | George Waggner                                    | 2010 | USA                                      | Wolfman                                                     | Joe Johnston                       |                                                                                                 |
| 1941 | Dumbo                                          | Ben Sharpsteen                                    | 2019 | USA                                      | Dumbo                                                       | Tim Burton                         | Helen Aberson und Harold Pearl – Dumbo, the Flying Elephant                                     |
| 1941 | Urlaub vom Himmel                              | Alexander Hall                                    | 1978 | USA                                      | Der Himmel soll warten                                      | Warren Beatty Buck Henry           | Harry Segall – Irrtum im Himmel (Theaterstück)                                                  |
| 1941 | Urlaub vom Himmel                              | Alexander Hall                                    | 2001 | USA                                      | Einmal Himmel und zurück                                    | Chris Weitz Paul Weitz             | Harry Segall – Irrtum im Himmel (Theaterstück)                                                  |
| 1941 | In den Sümpfen                                 | Jean Renoir                                       | 1952 | USA                                      | Lockruf der Wildnis                                         | Jean Negulesco                     | Vereen Bell – Swamp Water (Roman)                                                               |
| 1942 | Katzenmenschen                                 | Jacques Tourneur                                  | 1982 | USA                                      | Katzenmenschen                                              | Paul Schrader                      |                                                                                                 |
| 1942 | Life Begins at Eight-Thirty                    | Irving Pichel                                     | 1962 | BRD                                      | Das Leben beginnt um acht                                   | Michael Kehlmann                   | Emlyn Williams – Die leichten Herzens sind (Theaterstück)                                       |
| 1942 | Sein oder Nichtsein                            | Ernst Lubitsch                                    | 1983 | USA                                      | Sein oder Nichtsein                                         | Alan Johnson                       | Menyhért Lengyel – Noch ist Polen nicht verloren (Theaterstück)                                 |
| 1943 | Flicka                                         | Harold D. Schuster                                | 2006 | USA                                      | Flicka – Freiheit. Freundschaft. Abenteuer.                 | Michael Mayer                      | Mary O’Hara – My Friend Flicka (Roman)                                                          |
| 1943 | Heimweh                                        | Fred M. Wilcox                                    | 2005 | USA                                      | Lassie kehrt zurück                                         | Charles Sturridge                  | Eric Knight – Lassie Come Home (Roman)                                                          |
| 1943 | Heimweh                                        | Fred M. Wilcox                                    | 2020 | Deutschland                              | Lassie – Eine abenteuerliche Reise                          | Hanno Olderdissen                  | Eric Knight – Lassie Come Home (Roman)                                                          |
| 1943 | In Freundschaft verbunden                      | Vincent Sherman                                   | 1981 | USA                                      | Reich und berühmt                                           | George Cukor                       | John Van Druten – Old Acquaintance (Theaterstück)                                               |
| 1943 | Kampf in den Wolken                            | Victor Fleming                                    | 1989 | USA                                      | Always – Der Feuerengel von Montana                         | Steven Spielberg                   |                                                                                                 |
| 1945 | Weihnachten nach Maß                           | Peter Godfrey                                     | 1992 | USA                                      | Schuld war nur der Weihnachtsmann                           | Arnold Schwarzenegger              |                                                                                                 |
| 1946 | The Flying Serpent                             | Sam Newfield                                      | 1982 | USA                                      | American Monster                                            | Larry Cohen                        |                                                                                                 |
| 1947 | Das Wunder von Manhattan                       | George Seaton                                     | 1994 | USA                                      | Das Wunder von Manhattan                                    | Les Mayfield                       |                                                                                                 |
| 1947 | Goldenes Gift                                  | Jacques Tourneur                                  | 1984 | USA                                      | Gegen jede Chance                                           | Taylor Hackford                    |                                                                                                 |
| 1947 | Der Todeskuß                                   | Henry Hathaway                                    | 1995 | USA                                      | Kiss of Death                                               | Barbet Schroeder                   |                                                                                                 |
| 1947 | Jede Frau braucht einen Engel                  | Henry Koster                                      | 1996 | USA                                      | Rendezvous mit einem Engel                                  | Penny Marshall                     | Robert Nathan – The Bishop’s Wife (Roman)                                                       |
| 1948 | Nur meiner Frau zuliebe                        | H. C. Potter                                      | 1986 | USA                                      | Geschenkt ist noch zu teuer                                 | Richard Benjamin                   | Eric Hodgins – Mr. Blandings baut sein Traumhaus (Roman)                                        |
| 1948 | Nur meiner Frau zuliebe                        | H. C. Potter                                      | 2007 | USA                                      | Sind wir endlich fertig?                                    | Steve Carr                         | Eric Hodgins – Mr. Blandings baut sein Traumhaus (Roman)                                        |
| 1948 | Die Gezeichneten                               | Fred Zinnemann                                    | 2014 | Frankreich                               | The Search                                                  | Michel Hazanavicius                |                                                                                                 |
| 1948 | Spiel mit dem Tode                             | John Farrow                                       | 1987 | USA                                      | No Way Out – Es gibt kein Zurück                            | Roger Donaldson                    | Kenneth Fearing – The Big Clock (Roman)                                                         |
| 1949 | Opfer der Unterwelt                            | Rudolph Maté                                      | 1988 | USA                                      | D.O.A. – Bei Ankunft Mord                                   | Annabel Jankel Rocky Morton        |                                                                                                 |
| 1950 | Die ist nicht von gestern                      | George Cukor                                      | 1993 | USA                                      | Born Yesterday – Blondinen küßt man nicht                   | Luis Mandoki                       | Garson Kanin – Nicht von gestern (Bühnenstück)                                                  |
| 1950 | Im Dutzend billiger                            | Walter Lang                                       | 2003 | USA                                      | Im Dutzend billiger                                         | Shawn Levy                         | Frank Bunker Gilbreth Jr. Ernestine Gilbreth Carey – Im Dutzend billiger (Roman)                |
| 1950 | Mein Freund Harvey                             | Henry Koster                                      | 1959 | BRD                                      | Mein Freund Harvey                                          | Imo Moszkowicz                     | Mary Chase – Mein Freund Harvey (Theaterstück)                                                  |
| 1950 | Mein Freund Harvey                             | Henry Koster                                      | 1967 | BRD                                      | Mein Freund Harvey                                          | Rolf von Sydow                     | Mary Chase – Mein Freund Harvey (Theaterstück)                                                  |
| 1950 | Mein Freund Harvey                             | Henry Koster                                      | 1970 | BRD                                      | Mein Freund Harvey                                          | Kurt Wilhelm                       | Mary Chase – Mein Freund Harvey (Theaterstück)                                                  |
| 1950 | Mein Freund Harvey                             | Henry Koster                                      | 1985 | BRD                                      | Mein Freund Harvey                                          | Wolfgang Spier                     | Mary Chase – Mein Freund Harvey (Theaterstück)                                                  |
| 1950 | Mein Freund Harvey                             | Henry Koster                                      | 1997 | USA                                      | Mein Freund Harvey                                          | George Schaefer                    | Mary Chase – Mein Freund Harvey (Theaterstück)                                                  |
| 1950 | Vater der Braut                                | Vincente Minnelli                                 | 1991 | USA                                      | Vater der Braut                                             | Charles Shyer                      | Edward Streeter – Der Brautvater (Roman)                                                        |
| 1951 | Der Tag, an dem die Erde stillstand            | Christian Nyby                                    | 2008 | USA                                      | Der Tag, an dem die Erde stillstand                         | Scott Derrickson                   | Harry Bates – Abschied vom Herrn (Erzählung)                                                    |
| 1951 | Das Ding aus einer anderen Welt                | Robert Wise                                       | 1982 | USA                                      | Das Ding aus einer anderen Welt                             | John Carpenter                     |                                                                                                 |
| 1951 | Endstation Sehnsucht                           | Elia Kazan                                        | 1984 | USA                                      | Endstation Sehnsucht                                        | John Erman                         | Tennessee Williams – Endstation Sehnsucht (Theaterstück)                                        |
| 1951 | Endstation Sehnsucht                           | Elia Kazan                                        | 1995 | USA                                      | Endstation Sehnsucht                                        | Glenn Jordan                       | Tennessee Williams – Endstation Sehnsucht (Theaterstück)                                        |
| 1953 | Ein Herz und eine Krone                        | William Wyler                                     | 1987 | USA                                      | Roman Holiday                                               | Noel Nosseck                       |                                                                                                 |
| 1953 | Invasion vom Mars                              | William Cameron Menzies                           | 1986 | USA                                      | Invasion vom Mars                                           | Tobe Hooper                        |                                                                                                 |
| 1953 | Kampf der Welten                               | Byron Haskin                                      | 2005 | USA                                      | Krieg der Welten                                            | Steven Spielberg                   | H. G. Wells – Der Krieg der Welten (Roman)                                                      |
| 1953 | The Trip To Bountiful                          | Vincent J. Donehue                                | 1985 | USA                                      | A Trip to Bountiful – Reise ins Glück                       | Peter Masterson                    |                                                                                                 |
| 1954 | Die Caine war ihr Schicksal                    | Edward Dmytryk                                    | 2023 | USA                                      | Die Caine-Meuterei vor Gericht                              | William Friedkin                   | Herman Wouk – The Caine Mutiny (Roman)                                                          |
| 1954 | Das Fenster zum Hof                            | Alfred Hitchcock                                  | 1998 | USA                                      | Das Fenster zum Hof                                         | Jeff Bleckner                      | Cornell Woolrich – It Had to Be Murder (Kurzgeschichte)                                         |
| 1954 | Sabrina                                        | Billy Wilder                                      | 1995 | USA                                      | Sabrina                                                     | Sydney Pollack                     | Samuel A. Taylor – Sabrina (Theaterstück)                                                       |
| 1955 | Marty                                          | Delbert Mann                                      | 1991 | USA                                      | Mama, ich und wir zwei                                      | Chris Columbus                     |                                                                                                 |
| 1955 | Der Privatkrieg des Major Benson               | Jerry Hopper                                      | 1995 | USA                                      | Auf Kriegsfuß mit Major Payne                               | Nick Castle                        |                                                                                                 |
| 1956 | Die Dämonischen                                | Kevin Don                                         | 1978 | USA                                      | Die Körperfresser kommen                                    | Philip Kaufman                     | Jack Finney – Die Körperfresser kommen (Roman)                                                  |
| 1956 | Die Dämonischen                                | Kevin Don                                         | 1993 | USA                                      | Body Snatchers – Angriff der Körperfresser                  | Abel Ferrara                       | Jack Finney – Die Körperfresser kommen (Roman)                                                  |
| 1956 | Die Dämonischen                                | Kevin Don                                         | 2007 | USA                                      | Invasion                                                    | Oliver Hirschbiegel                | Jack Finney – Die Körperfresser kommen (Roman)                                                  |
| 1955 | Susi und Strolch                               | Clyde Geronimi Hamilton Luske Wilfred Jackson     | 2019 | USA                                      | Susi und Strolch                                            | Charlie Bean                       |                                                                                                 |
| 1956 | Ein Kuß vor dem Tode                           | Gerd Oswald                                       | 1991 | USA                                      | Der Kuß vor dem Tode                                        | James Dearden                      | Ira Levin – Kuß vor dem Tode (Roman)                                                            |
| 1956 | Jenseits allen Zweifels                        | Fritz Lang                                        | 2009 | USA                                      | Gegen jeden Zweifel                                         | Peter Hyams                        |                                                                                                 |
| 1956 | In 80 Tagen um die Welt                        | Michael Anderson John Farrow                      | 1989 | USA                                      | In 80 Tagen um die Welt                                     | Buzz Kulik                         | Jules Verne – Reise um die Erde in 80 Tagen (Roman)                                             |
| 1956 | In 80 Tagen um die Welt                        | Michael Anderson John Farrow                      | 2004 | Großbritannien, USA, Deutschland, Irland | In 80 Tagen um die Welt                                     | Frank Coraci                       | Jules Verne – Reise um die Erde in 80 Tagen (Roman)                                             |
| 1957 | Die zwölf Geschworenen                         | Sidney Lumet                                      | 1963 | BRD                                      | Die zwölf Geschworenen                                      | Günter Gräwert                     |                                                                                                 |
| 1957 | Die zwölf Geschworenen                         | Sidney Lumet                                      | 1986 | Indien                                   | Ek Ruka Hua Faisla                                          | Basu Chatterjee                    |                                                                                                 |
| 1957 | Die zwölf Geschworenen                         | Sidney Lumet                                      | 1997 | USA                                      | Die 12 Geschworenen                                         | William Friedkin                   |                                                                                                 |
| 1957 | Die zwölf Geschworenen                         | Sidney Lumet                                      | 2007 | Russland                                 | 12                                                          | Nikita Sergejewitsch Michalkow     |                                                                                                 |
| 1957 | Zähl bis drei und bete                         | Delmer Daves                                      | 2007 | USA                                      | Todeszug nach Yuma                                          | James Mangold                      | Elmore Leonard – Three-Ten to Yuma (Kurzgeschichte)                                             |
| 1958 | Attack of the 50 Foot Woman                    | Nathan Juran                                      | 1993 | USA                                      | Angriff der 20-Meter-Frau                                   | Christopher Guest                  |                                                                                                 |
| 1958 | Die Fliege                                     | Kurt Neumann                                      | 1986 | USA                                      | Die Fliege                                                  | David Cronenberg                   | George Langelaan – Die Fliege (Kurzgeschichte)                                                  |
| 1958 | Flucht in Ketten                               | Stanley Kramer                                    | 1986 | USA                                      | Flucht in Ketten                                            | David Lowell Rich                  |                                                                                                 |
| 1959 | Das letzte Ufer                                | Stanley Kramer                                    | 1980 | USA Australien                           | USS Charleston – Die letzte Hoffnung der Menschheit         | Russell Mulcahy                    | Nevil Shute – Das letzte Ufer (Roman)                                                           |
| 1959 | Das Tagebuch der Anne Frank                    | George Stevens                                    | 1980 | USA                                      | Das Tagebuch der Anne Frank                                 | Boris Sagal                        |                                                                                                 |
| 1959 | Die Nervensäge                                 | George Marshall                                   | 1971 | Frankreich                               | Hasch mich – ich bin der Mörder                             | Jean Girault                       |                                                                                                 |
| 1959 | Das Haus auf dem Geisterhügel                  | William Castle                                    | 1999 | USA                                      | Haunted Hill                                                | William Malone                     |                                                                                                 |
| 1959 | Der unheimliche Zotti                          | Charles Barton                                    | 1994 | USA                                      | Bundles – Ein Hund zum Verlieben                            | Dennis Dugan                       | Felix Salten – Der Hund von Florenz (Roman)                                                     |
| 1959 | Der unheimliche Zotti                          | Charles Barton                                    | 2006 | USA                                      | Shaggy Dog – Hör mal, wer da bellt                          | Brian Robbins                      | Felix Salten – Der Hund von Florenz (Roman)                                                     |
| 1959 | Die Wespenfrau                                 | Roger Corman                                      | 1995 | USA                                      | Forbidden Beauty – Das Experiment                           | Jim Wynorski                       |                                                                                                 |
| 1960 | Der fliegende Pauker                           | Robert Stevenson                                  | 1988 | USA                                      | The Absent-Minded Professor                                 | Robert Scheerer Bob Sweeney        |                                                                                                 |
| 1960 | Der fliegende Pauker                           | Robert Stevenson                                  | 1997 | USA                                      | Flubber                                                     | Les Mayfield                       |                                                                                                 |
| 1960 | Die Zeitmaschine                               | George Pal                                        | 1978 | USA                                      | Die Zeitmaschine                                            | Henning Schellerup                 | H. G. Wells – Die Zeitmaschine (Roman)                                                          |
| 1960 | Die Zeitmaschine                               | George Pal                                        | 2002 | USA                                      | The Time Machine                                            | Simon Wells                        | H. G. Wells – Die Zeitmaschine (Roman)                                                          |
| 1960 | Frankie und seine Spießgesellen                | Lewis Milestone                                   | 2001 | USA                                      | Ocean’s Eleven                                              | Steven Soderbergh                  |                                                                                                 |
| 1960 | Kleiner Laden voller Schrecken                 | Roger Corman                                      | 1986 | USA                                      | Der kleine Horrorladen                                      | Frank Oz                           | John Collier – Green Thoughts (Kurzgeschichte)                                                  |
| 1960 | Psycho                                         | Alfred Hitchcock                                  | 1998 | USA                                      | Psycho                                                      | Gus Van Sant                       | Robert Bloch – Psycho (Roman)                                                                   |
| 1960 | Spartacus                                      | Stanley Kubrick                                   | 2004 | USA                                      | Spartacus                                                   | Robert Dornhelm                    | Howard Fast – Spartacus (Roman)                                                                 |
| 1960 | Das unheimliche Erbe                           | William Castle                                    | 2001 | USA                                      | 13 Geister                                                  | Steve Beck                         |                                                                                                 |
| 1960 | Wer den Wind sät                               | Stanley Kramer                                    | 1999 | USA                                      | Wer Sturm sät                                               | Daniel Petrie                      | Jerome Lawrence und Robert E. Lee – Inherit the Wind (Theaterstück)                             |
| 1961 | 101 Dalmatiner                                 | Clyde Geronimi Hamilton Luske Wolfgang Reitherman | 1996 | USA                                      | 101 Dalmatiner                                              | Stephen Herek                      | Dodie Smith – Hundertundein Dalmatiner (Roman)                                                  |
| 1962 | Ein Köder für die Bestie                       | J. Lee Thompson                                   | 1991 | USA                                      | Kap der Angst                                               | Martin Scorsese                    | John D. MacDonald – Kap der Angst (Roman)                                                       |
| 1962 | Lolita                                         | Stanley Kubrick                                   | 1997 | USA                                      | Lolita                                                      | Adrian Lyne                        | Vladimir Nabokov – Lolita (Roman)                                                               |
| 1962 | Süßer Vogel Jugend                             | Richard Brooks                                    | 1989 | USA                                      | Süßer Vogel Jugend                                          | Nicolas Roeg                       | Tennessee Williams – Süßer Vogel Jugend (Schauspiel)                                            |
| 1963 | Blood Feast                                    | Herschell Gordon Lewis                            | 2016 | USA                                      | Blood Feast – Blutiges Festmahl                             | Marcel Walz                        |                                                                                                 |
| 1963 | Dementia 13                                    | Francis Ford Coppola                              | 2017 | USA                                      | Dementia 13                                                 | Richard LeMay                      |                                                                                                 |
| 1963 | Der rosarote Panther                           | Blake Edwards                                     | 2006 | USA                                      | Der rosarote Panther                                        | Shawn Levy                         |                                                                                                 |
| 1963 | Tagebuch eines Mörders                         | Reginald Le Borg                                  | 2023 | Frankreich                               | Das unsichtbare Wesen                                       | Marion Desseigne Ravel             | Guy de Maupassant – Der Horla (Novelle)                                                         |
| 1963 | Die unglaubliche Reise                         | Fletcher Markle                                   | 1993 | USA                                      | Zurück nach Hause – Die unglaubliche Reise                  | Duwayne Dunham                     |                                                                                                 |
| 1963 | Die Vögel                                      | Alfred Hitchcock                                  | 2007 | USA                                      | Die Vögel – Attack From Above                               | Sheldon Wilson                     | Daphne du Maurier – Die Vögel (Novelle)                                                         |
| 1963 | Der verrückte Professor                        | Jerry Lewis                                       | 1996 | USA                                      | Der verrückte Professor                                     | Tom Shadyac                        |                                                                                                 |
| 1964 | Angriffsziel Moskau                            | Sidney Lumet                                      | 2000 | USA                                      | Fail Safe – Befehl ohne Ausweg                              | Stephen Frears                     | Eugene Burdick – Feuer wird vom Himmel fallen (Roman)                                           |
| 1964 | The Last Man on Earth                          | Ubaldo Ragona                                     | 1971 | USA                                      | Der Omega-Mann                                              | Boris Sagal                        | Richard Matheson – Ich bin Legende (Roman)                                                      |
| 1964 | The Last Man on Earth                          | Ubaldo Ragona                                     | 2007 | USA                                      | I Am Legend                                                 | Francis Lawrence                   | Richard Matheson – Ich bin Legende (Roman)                                                      |
| 1964 | The Last Man on Earth                          | Ubaldo Ragona                                     | 2007 | USA                                      | I Am Omega                                                  | Griff Furst                        | Richard Matheson – Ich bin Legende (Roman)                                                      |
| 1964 | Two Thousand Maniacs!                          | Herschell Gordon Lewis                            | 2005 | USA                                      | 2001 Maniacs                                                | Tim Sullivan                       |                                                                                                 |
| 1964 | Zwei erfolgreiche Verführer                    | Ralph Levy                                        | 1988 | USA                                      | Zwei hinreißend verdorbene Schurken                         | Frank Oz                           |                                                                                                 |
| 1964 | Rudolph mit der roten Nase                     | Larry Roemer                                      | 1998 | USA                                      | Rudolph mit der roten Nase                                  | Bill Kowalchuk                     |                                                                                                 |
| 1965 | Der Flug des Phoenix                           | Robert Aldrich                                    | 2004 | USA                                      | Der Flug des Phoenix                                        | John Moore                         | Elleston Trevor – Phoenix aus dem Sand (Roman)                                                  |
| 1965 | Die vier Söhne der Katie Elder                 | Henry Hathaway                                    | 2005 | USA                                      | Vier Brüder                                                 | John Singleton                     |                                                                                                 |
| 1965 | Es geschah um 8 Uhr 30                         | William Castle                                    | 1988 | USA                                      | Todesspiele                                                 | Fred Walton                        | Ursula Curtiss – Stimme aus dem Dunkel (Roman)                                                  |
| 1965 | Alles für die Katz                             | Robert Stevenson                                  | 1997 | USA                                      | Dieser verflixte Kater                                      | Bob Spiers                         | The Gordons – Kater D. C. und der Geheimagent des FBI (Roman)                                   |
| 1966 | Das Mädchen aus der Cherry-Bar                 | Ronald Neame                                      | 2012 | USA                                      | Gambit – Der Masterplan                                     | Michael Hoffman                    |                                                                                                 |
| 1967 | Doktor Dolittle                                | Richard Fleischer                                 | 1998 | USA                                      | Dr. Dolittle                                                | Betty Thomas                       |                                                                                                 |
| 1967 | Point Blank                                    | John Boorman                                      | 1999 | USA                                      | Payback – Zahltag                                           | Brian Helgeland                    | Donald E. Westlake – Jetzt sind wir quitt (Roman)                                               |
| 1967 | Rat mal, wer zum Essen kommt                   | Stanley Kramer                                    | 2005 | USA                                      | Guess Who – Meine Tochter kriegst du nicht!                 | Kevin Rodney Sullivan              |                                                                                                 |
| 1967 | Sein großer Auftritt                           | Carl Reiner                                       | 1980 | BRD                                      | Bühne frei für Kolowitz                                     | Ralf Gregan                        | Carl Reiner – Enter Laughing (Roman)                                                            |
| 1967 | Warte, bis es dunkel ist                       | Terence Young                                     | 2013 | USA                                      | Das Penthouse                                               | Joseph Ruben                       | Frederick Knott – Wait Until Dark (Theaterstück)                                                |
| 1968 | Adieu, geliebter November                      | Robert Ellis Miller                               | 2001 | USA                                      | Sweet November                                              | Pat O’Connor                       |                                                                                                 |
| 1968 | Die Nacht der lebenden Toten                   | George A. Romero                                  | 1990 | USA                                      | Die Rückkehr der Untoten                                    | Tom Savini                         |                                                                                                 |
| 1968 | Die Nacht der lebenden Toten                   | George A. Romero                                  | 2006 | USA                                      | Night of the Living Dead 3D                                 | Jeff Broadstreet                   |                                                                                                 |
| 1968 | Planet der Affen                               | Franklin J. Schaffner                             | 2001 | USA                                      | Planet der Affen                                            | Tim Burton                         | Pierre Boulle – Der Planet der Affen (Roman)                                                    |
| 1968 | Thomas Crown ist nicht zu fassen               | Norman Jewison                                    | 1999 | USA                                      | Die Thomas Crown Affäre                                     | John McTiernan                     |                                                                                                 |
| 1969 | Superhirn in Tennisschuhen                     | Robert Butler                                     | 1995 | USA                                      | Dexter Riley – Total verkabelt und nichts begriffen         | Peyton Reed                        |                                                                                                 |
| 1969 | Der Marshal                                    | Henry Hathaway                                    | 2010 | USA                                      | True Grit                                                   | Ethan und Joel Coen                | Charles Portis – Die mutige Mattie (Roman)                                                      |
| 1970 | Nie wieder New York                            | Arthur Hiller                                     | 1999 | USA                                      | Schlaflos in New York                                       | Sam Weisman                        | Neil Simon – The Out-of-Towners (Theaterstück)                                                  |
| 1971 | Betrogen                                       | Don Siegel                                        | 2017 | USA                                      | Die Verführten                                              | Sofia Coppola                      | Thomas P. Cullinan – A Painted Devil                                                            |
| 1971 | Charlie und die Schokoladenfabrik              | Mel Stuart                                        | 2005 | USA, GB, Australien                      | Charlie und die Schokoladenfabrik                           | Tim Burton                         | Roald Dahl – Charlie und die Schokoladenfabrik                                                  |
| 1971 | Duell                                          | Steven Spielberg                                  | 2015 | Kanada                                   | Wrecker                                                     | Michael Bafaro                     |                                                                                                 |
| 1971 | Wer Gewalt sät                                 | Sam Peckinpah                                     | 2011 | USA                                      | Straw Dogs – Wer Gewalt sät                                 | Rod Lurie                          | Gordon Williams – The Siege of Trencher’s Farm                                                  |
| 1972 | Kalter Hauch                                   | Michael Winner                                    | 2011 | USA                                      | The Mechanic                                                | Simon West                         |                                                                                                 |
| 1972 | Die Höllenfahrt der Poseidon                   | Ronald Neame                                      | 2006 | USA                                      | Poseidon                                                    | Wolfgang Petersen                  | Paul Gallico – Der Untergang der Poseidon (Roman)                                               |
| 1972 | Pferdewechsel in der Hochzeitsnacht            | Elaine May                                        | 1976 | Italien                                  | Luna di miele in tre                                        | Carlo Vanzina                      | Bruce Jay Friedman – A Change of Plan (Kurzgeschichte)                                          |
| 1972 | Pferdewechsel in der Hochzeitsnacht            | Elaine May                                        | 2007 | USA                                      | Nach 7 Tagen – Ausgeflittert                                | Peter und Bobby Farrelly           | Bruce Jay Friedman – A Change of Plan (Kurzgeschichte)                                          |
| 1972 | Getaway                                        | Sam Peckinpah                                     | 1994 | USA                                      | Getaway                                                     | Roger Donaldson                    | Jim Thompson – Getaway (Roman)                                                                  |
| 1973 | Crazies                                        | George A. Romero                                  | 2010 | USA                                      | The Crazies – Fürchte deinen Nächsten                       | Breck Eisner                       |                                                                                                 |
| 1973 | Don’t Be Afraid of the Dark                    | John Newland                                      | 2010 | USA                                      | Don’t Be Afraid of the Dark                                 | Troy Nixey                         |                                                                                                 |
| 1973 | Der Große aus dem Dunkeln                      | Phil Karlson                                      | 2004 | USA                                      | Walking Tall – Auf eigene Faust                             | Kevin Bray                         | Inspiriert durch eine wahre Begebenheit                                                         |
| 1973 | Der Schakal                                    | Fred Zinnemann                                    | 1997 | USA                                      | Der Schakal                                                 | Michael Caton-Jones                | Frederick Forsyth – Der Schakal (Roman)                                                         |
| 1973 | Papillon                                       | Franklin J. Schaffner                             | 2017 | USA                                      | Papillon                                                    | Michael Noer                       | Henri Charrière – Papillon (Roman)                                                              |
| 1974 | Die härteste Meile                             | Robert Aldrich                                    | 2001 | GB                                       | Mean Machine – Die Kampfmaschine                            | Barry Skolnick                     |                                                                                                 |
| 1974 | Die härteste Meile                             | Robert Aldrich                                    | 2005 | USA                                      | Spiel ohne Regeln                                           | Peter Segal                        |                                                                                                 |
| 1973 | Satan’s School for Girls                       | David Lowell Rich                                 | 2000 | USA                                      | Satan’s School for Girls – Mörderische Rituale              | Christopher Leitch                 |                                                                                                 |
| 1973 | Willard                                        | Daniel Mann                                       | 2003 | USA                                      | Willard                                                     | Glen Morgan                        |                                                                                                 |
| 1974 | Die Blechpiraten                               | H. B. Halicki                                     | 2000 | USA                                      | Nur noch 60 Sekunden                                        | Dominic Sena                       |                                                                                                 |
| 1974 | Blutgericht in Texas                           | Tobe Hooper                                       | 2003 | USA                                      | Michael Bay’s Texas Chainsaw Massacre                       | Marcus Nispel                      |                                                                                                 |
| 1974 | Die Wiege des Bösen                            | Larry Cohen                                       | 2008 | USA                                      | It’s Alive                                                  | Josef Rusnak                       |                                                                                                 |
| 1974 | Ein Mann sieht rot                             | Michael Winner                                    | 2018 | USA                                      | Death Wish                                                  | Eli Roth                           | Brian Garfield – Der Vigilant oder ein Mann sieht rot (Roman)                                   |
| 1974 | Savages                                        | Lee H. Katzin                                     | 2014 | USA                                      | The Reach: In der Schusslinie                               | Jean-Baptiste Léonetti             | Robb White – Deathwatch (Roman)                                                                 |
| 1974 | Stoppt die Todesfahrt der U-Bahn 123           | Joseph Sargent                                    | 1998 | USA                                      | U-Bahn-Inferno: Terroristen im Zug                          | Félix Enríquez Alcalá              | Morton Freedgood – Abfahrt Pelham 1 Uhr 23 (Roman)                                              |
| 1974 | Stoppt die Todesfahrt der U-Bahn 123           | Joseph Sargent                                    | 2009 | USA                                      | Die Entführung der U-Bahn Pelham 123                        | Tony Scott                         | Morton Freedgood – Abfahrt Pelham 1 Uhr 23 (Roman)                                              |
| 1975 | The Rocky Horror Picture Show                  | Jim Sharman                                       | 2016 | USA                                      | The Rocky Horror Picture Show: Let’s Do the Time Warp Again | Kenny Ortega                       | Richard O’Brien – The Rocky Horror Show (Musical)                                               |
| 1975 | Rollerball                                     | Norman Jewison                                    | 2002 | USA                                      | Rollerball                                                  | John McTiernan                     |                                                                                                 |
| 1975 | Die Sunny Boys                                 | Herbert Ross                                      | 1995 | USA                                      | Sonny Boys                                                  | John Erman                         | Neil Simon – The Sunshine Boys (Theaterstück)                                                   |
| 1975 | Die Frauen von Stepford                        | Bryan Forbes                                      | 2004 | USA                                      | Die Frauen von Stepford                                     | Frank Oz                           | Ira Levin – Die Frauen von Stepford (Roman)                                                     |
| 1976 | Assault – Anschlag bei Nacht                   | John Carpenter                                    | 2005 | USA                                      | Das Ende – Assault on Precinct 13                           | Jean-François Richet               |                                                                                                 |
| 1976 | Carrie – Des Satans jüngste Tochter            | Brian De Palma                                    | 2002 | USA                                      | Carrie                                                      | David Carson                       | Stephen King – Carrie (Roman)                                                                   |
| 1976 | Carrie – Des Satans jüngste Tochter            | Brian De Palma                                    | 2013 | USA                                      | Carrie                                                      | Kimberly Peirce                    | Stephen King – Carrie (Roman)                                                                   |
| 1976 | Das Omen                                       | Richard Donner                                    | 2006 | USA                                      | Das Omen                                                    | John Moore                         |                                                                                                 |
| 1976 | Ein ganz verrückter Freitag                    | Gary Nelson                                       | 1995 | USA                                      | Annabelles größter Wunsch                                   | Melanie Mayron                     | Mary Rodgers – Verrückter Freitag (Roman)                                                       |
| 1976 | Ein ganz verrückter Freitag                    | Gary Nelson                                       | 2003 | USA                                      | Freaky Friday – Ein voll verrückter Freitag                 | Mark Waters                        | Mary Rodgers – Verrückter Freitag (Roman)                                                       |
| 1976 | Die Bären sind los                             | Michael Ritchie                                   | 2005 | USA                                      | Die Bären sind los                                          | Richard Linklater                  |                                                                                                 |
| 1976 | Der Umleger                                    | Charles B. Pierce                                 | 2014 | USA                                      | Warte, bis es dunkel wird                                   | Alfonso Gomez-Rejon                |                                                                                                 |
| 1976 | Helter Skelter – Die Nacht der langen Messer   | Tom Gries                                         | 2004 | USA                                      | Helter Skelter                                              | John Gray                          | Vincent Bugliosi und Curt Gentry – Helter Skelter. The True Story of the Manson Murders (Roman) |
| 1977 | Das Geld liegt auf der Straße                  | Ted Kotcheff                                      | 2005 | USA                                      | Dick und Jane                                               | Dean Parisot                       |                                                                                                 |
| 1977 | Der Untermieter                                | Herbert Ross                                      | 2004 | USA                                      | The Goodbye Girl                                            | Richard Benjamin                   |                                                                                                 |
| 1977 | Elliot, das Schmunzelmonster                   | Don Chaffey                                       | 2016 | USA                                      | Elliot, der Drache                                          | David Lowery                       | Seton I. Miller und S.S. Field – unveröffentlichte Kurzgeschichte                               |
| 1977 | Hügel der blutigen Augen                       | Wes Craven                                        | 2006 | USA                                      | The Hills Have Eyes – Hügel der blutigen Augen              | Alexandre Aja                      |                                                                                                 |
| 1978 | Der Killer mit der Bohrmaschine                | Dennis Donnelly                                   | 2003 | USA                                      | The Toolbox Murders                                         | Tobe Hooper                        |                                                                                                 |
| 1978 | Finger – Zärtlich und brutal                   | James Toback                                      | 2005 | Frankreich                               | Der wilde Schlag meines Herzens                             | Jacques Audiard                    |                                                                                                 |
| 1978 | Ich spuck auf dein Grab                        | Meir Zarchi                                       | 2010 | USA                                      | I Spit on Your Grave                                        | Steven R. Monroe                   |                                                                                                 |
| 1978 | Piranhas                                       | Joe Dante                                         | 2010 | USA                                      | Piranha 3D                                                  | Alexandre Aja                      |                                                                                                 |
| 1978 | Zombie                                         | George A. Romero                                  | 2004 | USA                                      | Dawn of the Dead                                            | Zack Snyder                        |                                                                                                 |
| 1978 | Halloween – Die Nacht des Grauens              | John Carpenter                                    | 2007 | USA                                      | Halloween                                                   | Rob Zombie                         |                                                                                                 |
| 1979 | Brennen muss Salem                             | Tobe Hooper                                       | 2004 | USA                                      | Salem’s Lot – Brennen muss Salem                            | Mikael Salomon                     | Stephen King – Brennen muss Salem (Roman)                                                       |
| 1979 | Brennen muss Salem                             | 2024                                              | USA  | Salem’s Lot – Brennen muss Salem         | Gary Dauberman                                              |                                    |                                                                                                 |
| 1979 | Amityville Horror                              | Stuart Rosenberg                                  | 2005 | USA                                      | Amityville Horror – Eine wahre Geschichte                   | Andrew Douglas                     | Jay Anson – Amityville Horror (Roman)                                                           |
| 1979 | Das Grauen kommt um 10                         | Fred Walton                                       | 2006 | USA                                      | Unbekannter Anrufer                                         | Simon West                         |                                                                                                 |
| 1979 | Die Rentner-Gang                               | Martin Brest                                      | 2017 | USA                                      | Abgang mit Stil                                             | Zach Braff                         |                                                                                                 |
| 1979 | Zwei in Teufels Küche                          | Arthur Hiller                                     | 2003 | USA                                      | Ein ungleiches Paar                                         | Andrew Fleming                     |                                                                                                 |
| 1980 | Das Grauen aus der Tiefe                       | Barbara Peeters                                   | 1996 | USA                                      | Das Grauen aus der Tiefe                                    | Jef Yonis                          | Martin B. Cohen – Kurzgeschichte                                                                |
| 1980 | Freitag der 13.                                | Sean S. Cunningham                                | 2009 | USA                                      | Freitag der 13.                                             | Marcus Nispel                      |                                                                                                 |
| 1980 | The Fog – Nebel des Grauens                    | John Carpenter                                    | 2005 | USA                                      | The Fog – Nebel des Grauens                                 | Rupert Wainwright                  |                                                                                                 |
| 1980 | Maniac                                         | William Lustig                                    | 2012 | USA                                      | Alexandre Ajas Maniac                                       | Franck Khalfoun                    |                                                                                                 |
| 1980 | Muttertag                                      | Charles Kaufman                                   | 2010 | USA                                      | Mother’s Day – Mutter ist wieder da                         | Darren Lynn Bousman                |                                                                                                 |
| 1980 | Fame – Der Weg zum Ruhm                        | Alan Parker                                       | 2009 | USA                                      | Fame                                                        | Kevin Tancharoen                   |                                                                                                 |
| 1981 | Arthur – Kein Kind von Traurigkeit             | Steve Gordon                                      | 2011 | USA                                      | Arthur                                                      | Jason Winer                        |                                                                                                 |
| 1981 | Tanz der Teufel                                | Sam Raimi                                         | 2013 | USA                                      | Evil Dead                                                   | Fede Alvarez                       |                                                                                                 |
| 1981 | Die unsterblichen Tucks                        | Frederick King Keller                             | 2002 | USA                                      | Bis in alle Ewigkeit                                        | Jay Russell                        | Natalie Babbitt – Die Unsterblichen (Roman)                                                     |
| 1981 | Die Welle                                      | Alexander Grasshoff                               | 2008 | Deutschland                              | Die Welle                                                   | Dennis Gansel                      | Inspiriert durch eine wahre Begebenheit (The Third Wave)                                        |
| 1981 | Kampf der Titanen                              | Desmond Davis                                     | 2010 | USA                                      | Kampf der Titanen                                           | Louis Leterrier                    |                                                                                                 |
| 1982 | Annie                                          | John Huston                                       | 1999 | USA                                      | Annie – Weihnachten einer Waise                             | Rob Marshall                       | Charles Strouse – Annie (Musical) Harold Gray – Little Orphan Annie (Comic)                     |
| 1982 | Annie                                          | John Huston                                       | 2014 | USA                                      | Annie                                                       | Will Gluck                         | Charles Strouse – Annie (Musical) Harold Gray – Little Orphan Annie (Comic)                     |
| 1982 | Conan der Barbar                               | John Milius                                       | 2011 | USA                                      | Conan                                                       | Marcus Nispel                      | Robert E. Howard – Conan der Cimmerier (Kurzgeschichten)                                        |
| 1982 | Poltergeist                                    | Tobe Hooper                                       | 2015 | USA                                      | Poltergeist                                                 | Gil Kenan                          |                                                                                                 |
| 1983 | Can’t Buy Me Love                              | Steve Rash                                        | 2003 | USA                                      | Love Don’t Cost A Thing                                     | Troy Beyer                         |                                                                                                 |
| 1983 | The House on Sorority Row                      | Mark Rosman                                       | 2009 | USA                                      | Schön bis in den Tod                                        | Stewart Hendler                    |                                                                                                 |
| 1983 | Valley Girl                                    | Martha Coolidge                                   | 2020 | USA                                      | Valley Girl                                                 | Rachel Lee Goldenberg              |                                                                                                 |
| 1984 | Atomic Hero                                    | Michaell Herz                                     | 2023 | USA                                      | The Toxic Avenger                                           | Macon Blair                        |                                                                                                 |
| 1984 | Feuerteufel                                    | Mark L. Lester                                    | 2022 | USA                                      | Firestarter                                                 | Keith Thomas                       | Stephen King – Feuerkind (Roman)                                                                |
| 1984 | Karate Kid                                     | John G. Avildsen                                  | 2010 | USA                                      | Karate Kid                                                  | Harald Zwart                       |                                                                                                 |
| 1984 | Kinder des Zorns                               | Fritz Kiersch                                     | 2009 | USA                                      | Stephen Kings Kinder des Zorns                              | Donald P. Borchers                 | Stephen King – Kinder des Mais (Kurzgeschichte)                                                 |
| 1984 | Nightmare – Mörderische Träume                 | Wes Craven                                        | 2010 | USA                                      | A Nightmare on Elm Street                                   | Samuel Bayer                       |                                                                                                 |
| 1984 | Footloose                                      | Herbert Ross                                      | 2011 | USA                                      | Footloose                                                   | Craig Brewer                       |                                                                                                 |
| 1984 | Die rote Flut                                  | John Milius                                       | 2012 | USA                                      | Red Dawn                                                    | Dan Bradley                        |                                                                                                 |
| 1984 | Das Philadelphia Experiment                    | Stewart Raffill                                   | 2012 | USA                                      | Das Philadelphia Experiment – Reactivated                   | Paul Ziller                        |                                                                                                 |
| 1984 | Der Wüstenplanet                               | David Lynch                                       | 2000 | USA                                      | Dune – Der Wüstenplanet                                     | John Harrison                      | Frank Herbert – Dune (Roman)                                                                    |
| 1984 | Der Wüstenplanet                               | David Lynch                                       | 2021 | USA                                      | Dune                                                        | Denis Villeneuve                   | Frank Herbert – Dune (Roman)                                                                    |
| 1984 | Frankenweenie                                  | Tim Burton                                        | 2012 | USA                                      | Frankenweenie                                               | Tim Burton                         |                                                                                                 |
| 1985 | Die rabenschwarze Nacht – Fright Night         | Tom Holland                                       | 2011 | USA                                      | Fright Night                                                | Craig Gillespie                    |                                                                                                 |
| 1985 | Zombie 2                                       | George A. Romero                                  | 2008 | USA                                      | Day of the Dead                                             | Steve Miner                        |                                                                                                 |
| 1985 | Zombie 2                                       | George A. Romero                                  | 2018 | USA, Bulgarien                           | Day of the Dead: Bloodline                                  | Hèctor Hernández Vicens            |                                                                                                 |
| 1985 | Die Farbe Lila                                 | Steven Spielberg                                  | 2023 | USA                                      | Die Farbe Lila                                              | Blitz Bazawule                     | Alice Walker – Die Farbe Lila (Roman)                                                           |
| 1986 | Critters – Sie sind da!                        | Stephen Herek                                     | 2019 | USA                                      | Critters Attack!                                            | Bobby Miller                       |                                                                                                 |
| 1986 | Blutmond                                       | Michael Mann                                      | 2002 | USA                                      | Roter Drache                                                | Brett Ratner                       | Thomas Harris – Roter Drache (Roman)                                                            |
| 1986 | Heat                                           | Jerry Jameson                                     | 2015 | USA                                      | Wild Card                                                   | Simon West                         | William Goldman – Heat (Roman)                                                                  |
| 1986 | Hitcher, der Highway Killer                    | Robert Harmon                                     | 2007 | USA                                      | The Hitcher                                                 | Dave Meyers                        |                                                                                                 |
| 1986 | Rhea M – Es begann ohne Warnung                | Stephen King                                      | 2000 | USA                                      | Trucks – Out of Control                                     | Chris Thomson                      | Stephen King – Trucks (Kurzgeschichte)                                                          |
| 1986 | Stille Nacht – Horror Nacht                    | Charles E. Sellier jr.                            | 2012 | Kanada                                   | Silent Night – Leise rieselt das Blut                       | Steven C. Miller                   |                                                                                                 |
| 1987 | Dirty Dancing                                  | Emile Ardolino                                    | 2017 | USA                                      | Dirty Dancing                                               | Wayne Blair                        |                                                                                                 |
| 1987 | Die Nacht der Abenteuer                        | Chris Columbus                                    | 2016 | USA                                      | Die Nacht der verrückten Abenteuer                          | John Schultz                       |                                                                                                 |
| 1987 | Overboard – Ein Goldfisch fällt ins Wasser     | Garry Marshall                                    | 2018 | USA                                      | Overboard                                                   | Rob Greenberg                      |                                                                                                 |
| 1987 | RoboCop                                        | Paul Verhoeven                                    | 2014 | USA                                      | RoboCop                                                     | José Padilha                       |                                                                                                 |
| 1987 | The Stepfather                                 | Joseph Ruben                                      | 2009 | USA                                      | Stepfather                                                  | Nelson McCormick                   |                                                                                                 |
| 1987 | Chucky – Die Mörderpuppe                       | Tom Holland                                       | 2019 | USA                                      | Child’s Play                                                | Lars Klevberg                      |                                                                                                 |
| 1988 | Agent ohne Namen                               | Roger Young                                       | 2002 | USA                                      | Die Bourne Identität                                        | Doug Liman                         | Robert Ludlum – Der Borowski-Betrug / Die Bourne Identität (Roman)                              |
| 1988 | Hairspray                                      | John Waters                                       | 2007 | USA                                      | Hairspray                                                   | Adam Shankman                      |                                                                                                 |
| 1988 | Night of the Demons                            | Kevin S. Tenney                                   | 2009 | USA                                      | Night of the Demons                                         | Adam Gierasch                      |                                                                                                 |
| 1988 | Die nackte Kanone                              | David Zucker                                      | 2025 | USA                                      | Die nackte Kanone                                           | Akiva Schaffer                     |                                                                                                 |
| 1989 | Friedhof der Kuscheltiere                      | Mary Lambert                                      | 2019 | USA                                      | Friedhof der Kuscheltiere                                   | Kevin Kölsch DennisWidmyer         | Stephen King – Friedhof der Kuscheltiere (Roman)                                                |
| 1989 | Karate Tiger 3 – Der Kickboxer                 | Mark DiSalle, David Worth                         | 2016 | USA                                      | Kickboxer: Die Vergeltung                                   | John Stockwell                     |                                                                                                 |
| 1989 | Road House                                     | Rowdy Herrington                                  | 2024 | USA                                      | Road House                                                  | Doug Liman                         |                                                                                                 |
| 1989 | Showdown in L.A.                               | Michael Mann                                      | 1995 | USA                                      | Heat                                                        | Michael Mann                       |                                                                                                 |
| 1990 | Die totale Erinnerung – Total Recall           | Paul Verhoeven                                    | 2012 | USA                                      | Total Recall                                                | Len Wiseman                        | Philip K. Dick – Erinnerungen en gros (Kurzgeschichte)                                          |
| 1990 | Kevin – Allein zu Haus                         | Chris Columbus                                    | 2021 | USA                                      | Nicht schon wieder allein zu Haus                           | Dan Mazer                          |                                                                                                 |
| 1990 | Stephen Kings Es                               | Tommy Lee Wallace                                 | 2017 | USA                                      | Es                                                          | Andrés Muschietti                  | Stephen King – Es (Roman)                                                                       |
| 1991 | Gefährliche Brandung                           | Kathryn Bigelow                                   | 2015 | USA                                      | Point Break                                                 | Ericson Core                       |                                                                                                 |
| 1991 | Man liebt nur zweimal                          | Tim Hunter                                        | 2017 | Frankreich                               | Der andere Liebhaber                                        | François Ozon                      | Joyce Carol Oates – Lives of the Twins (Roman)                                                  |
| 1991 | Doc Hollywood                                  | Michael Caton-Jones                               | 2006 | USA                                      | Cars                                                        | John Lasseter Joe Ranft            | Neil B. Shulman – What? Dead...Again? (Roman)                                                   |
| 1992 | Erbarmungslos                                  | Clint Eastwood                                    | 2013 | Japan                                    | The Unforgiven                                              | Lee Sang-il                        |                                                                                                 |
| 1992 | Meet the Parents                               | Greg Glienna                                      | 2000 | USA                                      | Meine Braut, ihr Vater und ich                              | Jay Roach                          |                                                                                                 |
| 1993 | Und täglich grüßt das Murmeltier               | Harold Ramis                                      | 2004 | Italien                                  | È già ieri                                                  | Giulio Manfredonia                 |                                                                                                 |
| 1994 | Der König der Löwen                            | Roger Allers Rob Minkoff                          | 2019 | USA                                      | Der König der Löwen                                         | Jon Favreau                        |                                                                                                 |
| 1994 | Forrest Gump                                   | Robert Zemeckis                                   | 2022 | Indien                                   | Laal Singh Chaddha                                          | Advait Chandan                     | Winston Groom – Forrest Gump (Roman)                                                            |
| 1994 | The Crow – Die Krähe                           | Alex Proyas                                       | 2024 | USA                                      | The Crow                                                    | Rupert Sanders                     | James O’Barr – The Crow (Graphic Novel)                                                         |
| 1995 | Castle Freak                                   | Stuart Gordon                                     | 2020 | USA                                      | Castle Freak                                                | Tate Steinsiek                     | H. P. Lovecraft – Der Außenseiter (Kurzgeschichte)                                              |
| 1996 | Eraser                                         | Chuck Russell                                     | 2022 | USA                                      | Eraser: Reborn                                              | John Pogue                         |                                                                                                 |
| 1996 | Matilda                                        | Danny DeVito                                      | 2022 | GB, USA                                  | Roald Dahls Matilda – Das Musical                           | Matthew Warchus                    | Roald Dahl – Matilda (Roman)                                                                    |
| 1997 | Cube                                           | Vincenzo Natali                                   | 2021 | Japan                                    | Cube                                                        | Yasuhiko Shimizu                   |                                                                                                 |
| 1999 | Eine wie keine                                 | Robert Iscove                                     | 2021 | USA                                      | Einer wie keiner                                            | Mark Waters                        | vertauschte Geschlechterrollen                                                                  |
| 2000 | Cabin Fever                                    | Eli Roth                                          | 2016 | USA                                      | Cabin Fever – The New Outbreak                              | Travis Zariwny                     |                                                                                                 |
| 2000 | Left Behind                                    | Vic Sarin                                         | 2014 | USA                                      | Left Behind                                                 | Vic Armstrong                      | Tim LaHaye, Jerry B. Jenkins – Finale – Die letzten Tage der Erde (Romanreihe)                  |
| 2000 | Was Frauen wollen                              | Nancy Meyers                                      | 2019 | USA                                      | Was Männer wollen                                           | Adam Shankman                      | Vertauschte Geschlechterrollen                                                                  |
| 2000 | Der Grinch                                     | Ron Howard                                        | 2018 | USA                                      | Der Grinch                                                  | Scott Mosier Yarrow Cheney         | Dr. Seuss – Wie der Grinch Weihnachten gestohlen hat (Kinderbuch)                               |
| 2004 | Final Call – Wenn er auflegt, muss sie sterben | David R. Ellis                                    | 2008 | Hongkong                                 | Connected                                                   | Benny Chan                         |                                                                                                 |
| 2005 | Fantastic Four                                 | Tim Story                                         | 2015 | USA                                      | Fantastic Four                                              | Josh Trank                         | Comicverfilmung der Fantastischen Vier                                                          |
| 2010 | Drachenzähmen leicht gemacht                   | Dean DeBlois Chris Sanders                        | 2025 | USA                                      | Drachenzähmen leicht gemacht                                | Dean Deblois                       | Cressida Cowell – Drachenzähmen leicht gemacht (Roman)                                          |
| 2010 | Gregs Tagebuch – Von Idioten umzingelt!        | Thor Freudenthal                                  | 2021 | USA, Kanada                              | Gregs Tagebuch – Von Idioten umzingelt                      | Swinton Scott                      | Jeff Kinney – Gregs Tagebuch – Von Idioten umzingelt! (Roman)                                   |
| 2011 | Gregs Tagebuch 2 – Gibt’s Probleme?            | David Bowers                                      | 2022 | USA, Kanada                              | Gregs Tagebuch 2 – Gibt’s Probleme?                         | Luke Cormican                      | Jeff Kinney – Gregs Tagebuch 2 – Gibt’s Probleme? (Roman)                                       |

### Argentinische Filme
| Jahr | Original               | Regie            | Jahr | Land       | Neuverfilmung                | Regie          |
| ---- | ---------------------- | ---------------- | ---- | ---------- | ---------------------------- | -------------- |
| 2000 | Nine Queens            | Fabián Bielinsky | 2004 | USA        | Criminal                     | Gregory Jacobs |
| 2008 | Un novio para mi mujer | Juan Taratuto    | 2014 | Italien    | Un fidanzato per mia moglie  | Davide Marengo |
| 2012 | Corazón de León        | Marcos Carnevale | 2016 | Frankreich | Mein ziemlich kleiner Freund | Laurent Tirard |

### Chilenische Filme
| Jahr | Original            | Regie               | Jahr | Land | Neuverfilmung                   | Regie               |
| ---- | ------------------- | ------------------- | ---- | ---- | ------------------------------- | ------------------- |
| 2012 | Hidden in the Woods | Patricio Valladares | 2014 | USA  | Hidden in the Woods             | Patricio Valladares |
| 2013 | Gloria              | Sebastián Lelio     | 2018 | USA  | Gloria – Das Leben wartet nicht | Sebastián Lelio     |

### Kanadische Filme
| Jahr | Original                               | Regie            | Jahr | Land           | Neuverfilmung                         | Regie                | Vorlage                                                 |
| ---- | -------------------------------------- | ---------------- | ---- | -------------- | ------------------------------------- | -------------------- | ------------------------------------------------------- |
| 1974 | Jessy – Die Treppe in den Tod          | Bob Clark        | 2006 | USA            | Black Christmas                       | Glen Morgan          |                                                         |
| 1974 | Jessy – Die Treppe in den Tod          | Bob Clark        | 2019 | USA            | Black Christmas                       | Sophia Takal         |                                                         |
| 1977 | Rabid – Der brüllende Tod              | David Cronenberg | 2019 | Kanada         | Rabid                                 | Jen und Sylvia Soska |                                                         |
| 1980 | Prom Night – Die Nacht des Schlächters | Paul Lynch       | 2008 | USA            | Prom Night                            | Nelson McCormick     |                                                         |
| 1982 | Blutiger Valentinstag                  | George Mihalka   | 2009 | USA            | My Bloody Valentine 3D                | Patrick Lussier      |                                                         |
| 1985 | Brücke nach Terabithia                 | Eric Till        | 2007 | USA Neuseeland | Brücke nach Terabithia                | Gábor Csupó          | Katherine Paterson – Die Brücke nach Terabithia (Roman) |
| 1986 | Gesetz des Terrors                     | Michael Anderson | 2005 | USA            | München                               | Steven Spielberg     |                                                         |
| 1994 | Louis 19, le roi des ondes             | Michel Poulette  | 1999 | USA            | EDtv                                  | Ron Howard           |                                                         |
| 2011 | Starbuck                               | Ken Scott        | 2013 | USA            | Der Lieferheld – Unverhofft kommt oft | Ken Scott            |                                                         |

### Mexikanische Filme
| Jahr | Original              | Regie             | Jahr | Land        | Neuverfilmung                | Regie               |
| ---- | --------------------- | ----------------- | ---- | ----------- | ---------------------------- | ------------------- |
| 1946 | Enamorada             | Emilio Fernández  | 1950 | USA         | Rebellen der schwarzen Berge | Emilio Fernández    |
| 2010 | Wir sind was wir sind | Jorge Michel Grau | 2013 | USA         | We Are What We Are           | Jim Mickle          |
| 2011 | Miss Bala             | Gerardo Naranjo   | 2019 | USA, Mexiko | Miss Bala                    | Catherine Hardwicke |

## Asiatische Spielfilme

### Chinesische Filme
| Jahr | Original | Regie      | Jahr | Land     | Neuverfilmung | Regie         |
| ---- | -------- | ---------- | ---- | -------- | ------------- | ------------- |
| 2012 | Drug War | Johnnie To | 2018 | Südkorea | Believer      | Hae-Young Lee |

### Spielfilme aus Hongkong
| Jahr | Original              | Regie                  | Jahr | Land            | Neuverfilmung                              | Regie                     |
| ---- | --------------------- | ---------------------- | ---- | --------------- | ------------------------------------------ | ------------------------- |
| 1987 | A Chinese Ghost Story | Ching Siu-Tung         | 2008 | China/Hong-Kong | A Chinese Ghost Story – Die Dämonenkrieger | Wilson Yip                |
| 2002 | The Eye               | Pang-Brüder            | 2008 | USA             | The Eye                                    | David Moreau Xavier Palud |
| 2002 | Infernal Affairs      | Wai-keung Lau Alan Mak | 2006 | USA             | Departed – Unter Feinden                   | Martin Scorsese           |

### Israelische Spielfilme
| Jahr | Original                 | Regie           | Jahr | Land | Neuverfilmung        | Regie       |
| ---- | ------------------------ | --------------- | ---- | ---- | -------------------- | ----------- |
| 2007 | Der Preis der Vergeltung | Assaf Bernstein | 2010 | USA  | Eine offene Rechnung | John Madden |

### Japanische Spielfilme
| Jahr | Original                                   | Regie             | Jahr | Land                   | Neuverfilmung                          | Regie               | Vorlage                              |
| ---- | ------------------------------------------ | ----------------- | ---- | ---------------------- | -------------------------------------- | ------------------- | ------------------------------------ |
| 1952 | Einmal wirklich leben                      | Akira Kurosawa    | 2022 | Vereinigtes Königreich | Living – Einmal wirklich leben         | Oliver Hermanus     |                                      |
| 1954 | Rashomon – Das Lustwäldchen                | Akira Kurosawa    | 1964 | USA                    | Carrasco, der Schänder                 | Martin Ritt         |                                      |
| 1954 | Rashomon – Das Lustwäldchen                | Akira Kurosawa    | 1991 | USA                    | Iron Maze – Im Netz der Leidenschaft   | Hiroaki Yoshida     |                                      |
| 1954 | Godzilla                                   | Ishirō Honda      | 1998 | USA                    | Godzilla                               | Roland Emmerich     |                                      |
| 1954 | Godzilla                                   | Ishirō Honda      | 2014 | USA Japan              | Godzilla                               | Gareth Edwards      |                                      |
| 1954 | Die sieben Samurai                         | Akira Kurosawa    | 1960 | USA                    | Die glorreichen Sieben                 | John Sturges        |                                      |
| 1954 | Die sieben Samurai                         | Akira Kurosawa    | 1980 | USA                    | Sador – Herrscher im Weltraum          | Jimmy T. Murakami   |                                      |
| 1954 | Die sieben Samurai                         | Akira Kurosawa    | 2016 | USA                    | Die glorreichen Sieben                 | Antoine Fuqua       |                                      |
| 1958 | Die Ballade von Narayama                   | Keisuke Kinoshita | 1983 | Japan                  | Die Ballade von Narayama               | Shōhei Imamura      |                                      |
| 1960 | Yojimbo – Der Leibwächter                  | Akira Kurosawa    | 1964 | Italien                | Für eine Handvoll Dollar               | Sergio Leone        |                                      |
| 1960 | Yojimbo – Der Leibwächter                  | Akira Kurosawa    | 1996 | USA                    | Last Man Standing                      | Walter Hill         |                                      |
| 1963 | 13 Assassins                               | Eiichi Kudō       | 2010 | Japan                  | 13 Assassins                           | Takashi Miike       |                                      |
| 1969 | Goyokin                                    | Hideo Gosha       | 1975 | USA                    | Der Rächer von Kalifornien             | Frank Laughlin      |                                      |
| 1973 | Lady Snowblood                             | Toshiya Fujita    | 2001 | Japan                  | The Princess Blade                     | Shinsuke Sato       | Kazuo Koike – Lady Snowblood (Manga) |
| 1973 | Der Untergang Japans                       | Shirō Moritani    | 2010 | Japan                  | Sinking of Japan                       | Shinji Higuchi      | Sakyō Komatsu – Japan sinkt (Roman)  |
| 1987 | Hachiko – Wahre Freundschaft währt ewig    | Seijirō Kōyama    | 2009 | USA                    | Hachiko – Eine wunderbare Freundschaft | Lasse Hallström     |                                      |
| 1996 | Shall we dance?                            | Masayuki Suo      | 2004 | USA                    | Darf ich bitten?                       | Peter Chelsom       |                                      |
| 1998 | Kite                                       | Yasuomi Umetsu    | 2014 | USA, Mexiko            | Kite – Engel der Rache                 | Ralph Ziman         |                                      |
| 1998 | Ring – Das Original                        | Hideo Nakata      | 2002 | USA                    | Ring                                   | Gore Verbinski      |                                      |
| 2000 | Chaos                                      | Hideo Nakata      | 2016 | FRA                    | Iris – Rendezvous mit dem Tod          | Jalil Lespert       |                                      |
| 2001 | Pulse                                      | Kiyoshi Kurosawa  | 2006 | USA                    | Pulse – Du bist tot, bevor Du stirbst  | Jim Sonzero         |                                      |
| 2002 | Dark Water                                 | Hideo Nakata      | 2005 | USA                    | Dark Water – Dunkle Wasser             | Walter Salles       |                                      |
| 2002 | Ju-on: The Grudge                          | Takashi Shimizu   | 2004 | USA                    | Der Fluch – The Grudge                 | Takashi Shimizu     |                                      |
| 2003 | The Call                                   | Takashi Miike     | 2008 | USA                    | Ein tödlicher Anruf                    | Eric Valette        |                                      |
| 2004 | Premonition – If You See It … You Will Die | Norio Tsuruta     | 2007 | USA                    | Die Vorahnung                          | Mennan Yapo         |                                      |
| 2017 | One Cut of the Dead                        | Shin'ichirô Ueda  | 2022 | Frankreich             | Final Cut of the Dead                  | Michel Hazanavicius |                                      |

### Südkoreanische Spielfilme
| Jahr | Original                   | Regie          | Jahr | Land     | Neuverfilmung                           | Regie                      |
| ---- | -------------------------- | -------------- | ---- | -------- | --------------------------------------- | -------------------------- |
| 1960 | The Housemaid (Ha-nyeo)    | Kim Ki-young   | 2010 | Südkorea | Das Hausmädchen                         | Im Sang-soo                |
| 2000 | Das Haus am Meer – Il Mare | Hyun-seung Lee | 2006 | USA      | Das Haus am See                         | Alejandro Agresti          |
| 2001 | My Sassy Girl              | Jae-yong Kwak  | 2008 | USA      | My Sassy Girl – Unverschämt liebenswert | Yann Samuell               |
| 2003 | Into the Mirrors           | Hyun-seung Lee | 2006 | USA      | Mirrors                                 | Alexandre Aja              |
| 2003 | Oldboy                     | Park Chan-wook |      |          |                                         |                            |
| 2003 | Oldboy                     | Park Chan-wook | 2006 | Indien   | Zinda                                   | Sanjay Gupta               |
| 2003 | Oldboy                     | Park Chan-wook | 2013 | USA      | Oldboy                                  | Spike Lee                  |
| 2003 | A Tale of Two Sisters      | Kim Jee-woon   | 2009 | USA      | Der Fluch der 2 Schwestern              | Charles Guard Thomas Guard |

### Taiwanische Spielfilme
| Jahr | Original            | Regie   | Jahr | Land | Neuverfilmung                        | Regie        |
| ---- | ------------------- | ------- | ---- | ---- | ------------------------------------ | ------------ |
| 1994 | Eat Drink Man Woman | Ang Lee | 2001 | USA  | Tortilla Soup – Die Würze des Lebens | Maria Ripoll |

### Thailändische Spielfilme
| Jahr | Original          | Regie                                   | Jahr | Land   | Neuverfilmung            | Regie                      |
| ---- | ----------------- | --------------------------------------- | ---- | ------ | ------------------------ | -------------------------- |
| 2000 | Bangkok Dangerous | Oxide Pang Chun Danny Pang              | 2008 | USA    | Bangkok Dangerous        | Oxide Pang Chun Danny Pang |
| 2004 | Shutter           | Banjong Pisanthanakun Parkpoom Wongpoom | 2008 | USA    | Shutter – Sie sehen dich | Masayuki Ochia             |
| 2004 | Shutter           | Banjong Pisanthanakun Parkpoom Wongpoom | 2010 | Indien | Click                    | Sangeeth Sivan             |

## Australische Filme
| Jahr | Original                 | Regie            | Jahr | Land            | Neuverfilmung                        | Regie              | Vorlage                  |
| ---- | ------------------------ | ---------------- | ---- | --------------- | ------------------------------------ | ------------------ | ------------------------ |
| 1947 | Die Kinder von Mara-Mara | Ralph Smart      | 1983 | Australien      | Bush Christmas – 40 Grad im Schatten | Henri Safran       |                          |
| 1978 | Long Weekend             | Colin Eggleston  | 2008 | Australien      | Long Weekend                         | Jamie Blanks       |                          |
| 1978 | Patrick                  | Richard Franklin | 2013 | Australien      | Patrick                              | Mark Hartley       |                          |
| 1989 | The Punisher             | Mark Goldblatt   | 2004 | USA Deutschland | The Punisher                         | Jonathan Hensleigh | Punisher (Marvel Comics) |

## Europäische Spielfilme

### Belgische Filme
| Jahr | Original                        | Regie             | Jahr | Land        | Neuverfilmung                        | Regie             | Vorlage                                    |
| ---- | ------------------------------- | ----------------- | ---- | ----------- | ------------------------------------ | ----------------- | ------------------------------------------ |
| 2003 | Totgemacht – The Alzheimer Case | Erik Van Looy     | 2022 | USA         | Memory – Sein letzter Auftrag        | Martin Campbell   | De zaak Alzheimer, Roman von Jef Geeraerts |
| 2008 | Loft – Tödliche Affären         | Erik Van Looy     | 2010 | Niederlande | Loft                                 | Antoinette Beumer |                                            |
| 2008 | Loft – Tödliche Affären         | Erik Van Looy     | 2014 | USA         | The Loft                             | Erik Van Looy     |                                            |
| 2011 | Hasta la vista                  | Geoffrey Enthoven | 2019 | USA         | Come As You Are – Roadtrip ins Leben | Richard Wong      |                                            |

### Britische Spielfilme
| Jahr | Original                                 | Regie                 | Jahr | Land                       | Neuverfilmung                        | Regie                    | Vorlage                                                       |
| ---- | ---------------------------------------- | --------------------- | ---- | -------------------------- | ------------------------------------ | ------------------------ | ------------------------------------------------------------- |
| 1928 | The Ringer                               | Arthur Maude          | 1931 | GB                         | The Ringer                           | Walter Forde             | Edgar Wallace – Der Hexer (Roman)                             |
| 1928 | The Ringer                               | Arthur Maude          | 1932 | Deutschland                | Der Hexer                            | Karel Lamač              | Edgar Wallace – Der Hexer (Roman)                             |
| 1928 | The Ringer                               | Arthur Maude          | 1938 | GB                         | The Gaunt Stranger                   | Walter Forde             | Edgar Wallace – Der Hexer (Roman)                             |
| 1928 | The Ringer                               | Arthur Maude          | 1952 | GB                         | The Ringer                           | Guy Hamilton             | Edgar Wallace – Der Hexer (Roman)                             |
| 1928 | The Ringer                               | Arthur Maude          | 1964 | Deutschland                | Der Hexer                            | Alfred Vohrer            | Edgar Wallace – Der Hexer (Roman)                             |
| 1933 | The Ghoul                                | T. Hayes Hunter       | 1961 | GB                         | Pat Jackson                          | Leiche auf Urlaub        | Frank King – The Ghoul (Roman)                                |
| 1934 | Der Mann, der zuviel wusste              | Alfred Hitchcock      | 1956 | USA                        | Der Mann, der zuviel wußte           | Alfred Hitchcock         |                                                               |
| 1935 | Die 39 Stufen                            | Alfred Hitchcock      | 1959 | GB                         | Die 39 Stufen                        | Ralph Thomas             | John Buchan – Die neununddreißig Stufen (Roman)               |
| 1935 | Die 39 Stufen                            | Alfred Hitchcock      | 1978 | GB                         | Die 39 Stufen                        | Don Sharp                | John Buchan – Die neununddreißig Stufen (Roman)               |
| 1935 | Die 39 Stufen                            | Alfred Hitchcock      | 2008 | GB                         | Die 39 Stufen                        | James Hawes              | John Buchan – Die neununddreißig Stufen (Roman)               |
| 1938 | Eine Dame verschwindet                   | Alfred Hitchcock      | 1979 | GB                         | Tödliche Botschaft                   | Anthony Page             | Ethel Lina White – The Wheel Spins (Roman)                    |
| 1940 | Gaslicht                                 | Thorold Dickinson     | 1944 | USA                        | Das Haus der Lady Alquist            | George Cukor             | Patrick Hamilton – Gaslicht (Roman)                           |
| 1940 | Gaslicht                                 | Thorold Dickinson     | 1960 | BRD                        | Gaslicht                             | Wilm ten Haaf            | Patrick Hamilton – Gaslicht (Roman)                           |
| 1940 | Gaslicht                                 | Thorold Dickinson     | 1977 | BRD                        | Gaslicht                             | Ludwig Cremer            | Patrick Hamilton – Gaslicht (Roman)                           |
| 1950 | Die Ratte von Soho                       | Jules Dassin          | 1992 | USA                        | Night and the City                   | Irwin Winkler            | Gerald Kersh – Nachts in der Stadt (Roman)                    |
| 1954 | The Angel Who Pawned Her Harp            | Alan Bromly           | 1959 | BRD                        | Der Engel, der seine Harfe versetzte | Kurt Hoffmann            | Charles Terrot – Der Engel, der seine Harfe versetzte (Roman) |
| 1955 | Ladykillers                              | Alexander Mackendrick | 2004 | USA                        | Ladykillers                          | Ethan und Joel Coen      |                                                               |
| 1956 | Der Mann, den es nie gab                 | Ronald Neame          | 2021 | GB, USA                    | Die Täuschung                        | John Madden              |                                                               |
| 1958 | Die Brücke der Vergeltung                | Ken Annakin           | 2001 | USA                        | Die doppelte Nummer                  | George Gallo             | Graham Greene – Across the Bridge (Kurzgeschichte)            |
| 1959 | Der Luxus-Käpt’n                         | Jack Lee              | 1971 | BRD                        | Der Kapitän                          | Kurt Hoffmann            | Richard Gordon – The Captain’s Table (Roman)                  |
| 1960 | Das Dorf der Verdammten                  | Wolf Rilla            | 1995 | USA                        | Das Dorf der Verdammten              | John Carpenter           | John Wyndham – Kuckuckskinder (Roman)                         |
| 1964 | An einem trüben Nachmittag               | Bryan Forbes          | 2001 | Japan                      | Seance – Das Grauen                  | Kiyoshi Kurosawa         | Mark McShane – Spiele für einen heissen Nachmittag (Roman)    |
| 1965 | James Bond 007 – Feuerball               | Terence Young         | 1983 | GB USA                     | Sag niemals nie                      | Irvin Kershner           | Ian Fleming – 007 James Bond, Feuerball (Roman)               |
| 1965 | Herrscherin der Wüste                    | Robert Day            | 2000 | Kanada GB                  | She – Herrscherin der Wüste          | Timothy Bond             | H. Rider Haggard – Sie (Roman)                                |
| 1966 | Der Verführer läßt schön grüßen          | Lewis Gilbert         | 2004 | USA                        | Alfie                                | Charles Shyer            | Bill Naughton – Alfie (Theaterstück)                          |
| 1966 | Fahrenheit 451                           | François Truffaut     | 2018 | USA                        | Fahrenheit 451                       | Ramin Bahrani            | Ray Bradbury – Fahrenheit 451 (Roman)                         |
| 1967 | Mephisto ’68                             | Stanley Donen         | 2000 | USA                        | Teuflisch                            | Harold Ramis             |                                                               |
| 1969 | Charlie staubt Millionen ab              | Peter Collinson       | 2003 | USA                        | The Italian Job – Jagd auf Millionen | F. Gary Gray             |                                                               |
| 1970 | Tödliche Ferien                          | Robert Fuest          | 2010 | USA Frankreich Argentinien | And Soon the Darkness                | Marcos Efron             |                                                               |
| 1971 | Das Grab der blutigen Mumie              | Seth Holt             | 1980 | GB                         | Das Erwachen der Sphinx              | Mike Newell              | Bram Stoker – Die sieben Finger des Todes                     |
| 1971 | Das Grab der blutigen Mumie              | Seth Holt             | 1998 | USA                        | Bram Stoker’s Legend of the Mummy    | Jeffrey Obrow            | Bram Stoker – Die sieben Finger des Todes                     |
| 1971 | Jack rechnet ab                          | Mike Hodges           | 2000 | USA                        | Get Carter – Die Wahrheit tut weh    | Stephen Kay              | Ted Lewis – Jack rechnet ab (Roman)                           |
| 1974 | Mord im Orient-Expreß                    | Sidney Lumet          | 2001 | USA                        | Mord im Orient-Express               | Carl Schenkel            | Agatha Christie – Mord im Orient-Express (Roman)              |
| 1974 | Mord im Orient-Expreß                    | Sidney Lumet          | 2010 | GB                         | Mord im Orient-Express               | Philip Martin            | Agatha Christie – Mord im Orient-Express (Roman)              |
| 1974 | Mord im Orient-Expreß                    | Sidney Lumet          | 2017 | USA                        | Mord im Orient-Express               | Kenneth Branagh          | Agatha Christie – Mord im Orient-Express (Roman)              |
| 1976 | Der Mann, der vom Himmel fiel            | Nicolas Roeg          | 1987 | USA                        | Der Mann, der auf die Erde fiel      | Bobby Roth               | Walter Tevis – Der Mann, der vom Himmel fiel (Roman)          |
| 1978 | Tod auf dem Nil                          | John Guillermin       | 2004 | GB                         | Tod auf dem Nil                      | Andy Wilson              | Agatha Christie – Der Tod auf dem Nil (Roman)                 |
| 1978 | Tod auf dem Nil                          | John Guillermin       | 2022 | USA                        | Tod auf dem Nil                      | Kenneth Branagh          | Agatha Christie – Der Tod auf dem Nil (Roman)                 |
| 1979 | Dame, König, As, Spion                   | John Irvin            | 2011 | GB                         | Dame, König, As, Spion               | Tomas Alfredson          | John le Carré – Tinker Tailor Soldier Spy (Roman)             |
| 1980 | Shining                                  | Stanley Kubrick       | 1997 | USA                        | The Shining                          | Mick Garris              | Stephen King – Shining (Roman)                                |
| 1987 | Hellraiser – Das Tor zur Hölle           | Clicve Barker         | 2022 | USA                        | Hellraiser – Das Schloss zur Hölle   | David Bruckner           | Clive Barker – Das Tor zur Hölle (Roman)                      |
| 1988 | The Firm                                 | Alan Clark            | 2009 | GB                         | The Firm – 3. Halbzeit               | Nick Love                |                                                               |
| 1990 | Hexen hexen                              | Nicolas Roeg          | 2020 | USA                        | Hexen hexen                          | Robert Zemeckis          | Roald Dahl – Hexen hexen (Roman)                              |
| 1997 | Ballfieber                               | David Evans           | 2005 | USA                        | Ein Mann für eine Saison             | Peter und Bobby Farrelly | Nick Hornby – Fever Pitch (Roman)                             |
| 2005 | G8 auf Wolke Sieben                      | David Yates           | 2007 | Deutschland                | Frühstück mit einer Unbekannten      | Maria von Heland         |                                                               |
| 2007 | Sterben für Anfänger                     | Frank Oz              | 2010 | USA                        | Sterben will gelernt sein            | Neil LaBute              |                                                               |
| 2009 | Spurlos – Die Entführung der Alice Creed | J Blakeson            | 2019 | Deutschland                | Kidnapping Stella                    | Thomas Sieben            |                                                               |
| 2012 | Plan de Table                            | Christelle Raynal     | 2020 | GB                         | Love Wedding Repeat                  | Dean Craig               |                                                               |

### Bulgarische Spielfilme
| Jahr | Original               | Regie         | Jahr | Land            | Neuverfilmung | Regie        | Vorlage |
| ---- | ---------------------- | ------------- | ---- | --------------- | ------------- | ------------ | ------- |
| 1981 | Mein Freund, der Pirat | Sako Cheskija | 2006 | Indien, USA, GB | The Fall      | Tarsem Singh |         |

### Dänische Spielfilme
| Jahr | Original                                                                        | Regie                                     | Jahr | Land        | Neuverfilmung                                        | Regie                                | Vorlage                                      |
| ---- | ------------------------------------------------------------------------------- | ----------------------------------------- | ---- | ----------- | ---------------------------------------------------- | ------------------------------------ | -------------------------------------------- |
| 1968 | Die Olsenbande                                                                  | Erik Balling                              | 1969 | Norwegen    | Olsen-Banden                                         | Knut Bohwim                          |                                              |
| 1969 | Die Olsenbande in der Klemme                                                    | Erik Balling                              | 1970 | Norwegen    | Olsenbanden og Dynamitt-Harry                        | Ove Kant                             |                                              |
| 1969 | Geld zum zweiten Frühstück                                                      | Palle Kjærulff-Schmidt                    | 1972 | BRD         | Der Amateur                                          | Rainer Erler                         | Anders Bodelsen – Tænk på et tal (Roman)     |
| 1969 | Geld zum zweiten Frühstück                                                      | Palle Kjærulff-Schmidt                    | 1978 | Kanada      | Dein Partner ist der Tod                             | Daryl Duke                           | Anders Bodelsen – Tænk på et tal (Roman)     |
| 1970 | Stille Tage in Clichy                                                           | Jens Jørgen Thorsen                       | 1990 | Frankreich  | Stille Tage in Clichy                                | Claude Chabrol                       | Henry Miller – Stille Tage in Clichy (Roman) |
| 1971 | Die Olsenbande fährt nach Jütland                                               | Erik Balling                              | 1972 | Norwegen    | Olsenbanden tar gull                                 | Knut Bohwim                          |                                              |
| 1972 | Die Olsenbande und ihr großer Coup                                              | Erik Balling                              | 1974 | Norwegen    | Olsenbanden møter Kongen & Knekten                   | Knut Bohwim                          |                                              |
| 1973 | Die Olsenbande läuft Amok                                                       | Erik Balling                              | 1973 | Norwegen    | Olsenbanden og Dynamitt-Harry går amok               | Knut Bohwim                          |                                              |
| 1974 | Der (voraussichtlich) letzte Streich der Olsenbande                             | Erik Balling                              | 1975 | Norwegen    | Olsenbandens siste bedrifter                         | Knut Andersen                        |                                              |
| 1975 | Die Olsenbande stellt die Weichen                                               | Erik Balling                              | 1977 | Norwegen    | Olsenbanden og Dynamitt-Harry på sporet              | Knut Bohwim                          |                                              |
| 1976 | Die Olsenbande sieht rot                                                        | Erik Balling                              | 1976 | Norwegen    | Olsenbanden for full musikk                          | Knut Bohwim                          |                                              |
| 1977 | Die Olsenbande schlägt wieder zu                                                | Erik Balling                              | 1978 | Norwegen    | Olsenbanden + Data–Harry sprenger verdensbanken      | Knut Bohwim                          |                                              |
| 1978 | Die Olsenbande steigt aufs Dach                                                 | Erik Balling                              | 1979 | Norwegen    | Olsenbanden og Dynamitt-Harry mot nye høyder         | Knut Bohwim                          |                                              |
| 1979 | Die Olsenbande ergibt sich nie                                                  | Erik Balling                              | 1981 | Norwegen    | Olsenbanden gir seg aldri!                           | Knut Bohwim                          |                                              |
| 1981 | Die Olsenbande fliegt über die Planke und Die Olsenbande fliegt über alle Berge | Erik Balling                              | 1982 | Norwegen    | Olsenbandens aller siste kupp                        | Knut Bohwim                          |                                              |
| 1994 | Nightwatch – Nachtwache                                                         | Ole Bornedal                              | 1997 | USA         | Freeze – Alptraum Nachtwache                         | Ole Bornedal                         |                                              |
| 1998 | Pusher                                                                          | Nicolas Winding Refn                      | 2012 | GB          | Pusher                                               | Luis Prieto                          |                                              |
| 1998 | Der (wirklich) allerletzte Streich der Olsenbande                               | Erik Balling                              | 1999 | Norwegen    | Olsenbandens siste stikk                             | Knut Bohwim                          |                                              |
| 1999 | Olsen-bandens første kup                                                        | Giacomo Campeotto und Martin Miehe-Renard | 2001 | Norwegen    | Olsenbandens første kupp                             | Beate Eriksen und Arne Lindtner Næss |                                              |
| 2001 | Olsenbande Junior                                                               | Peter Flinth                              | 2003 | Norwegen    | Olsenbanden jr. går under vann                       | Arne Lindtner Næss                   |                                              |
| 2002 | Kletter-Ida                                                                     | Hans Fabian Wullenweber                   | 2004 | USA         | Mission: Possible – Diese Kids sind nicht zu fassen! | Bart Freundlich                      |                                              |
| 2004 | Brothers – Zwischen Brüdern                                                     | Susanne Bier                              | 2009 | USA         | Brothers                                             | Jim Sheridan                         |                                              |
| 2005 | Ambulance                                                                       | Laurits Munch-Petersen                    | 2022 | USA         | Ambulance                                            | Michael Bay                          |                                              |
| 2007 | Kollegiet                                                                       | Martin Barnewitz                          | 2011 | Deutschland | Zimmer 205                                           | Rainer Matsutani                     |                                              |
| 2011 | Klassefesten                                                                    | Niels Nørløv Hansen                       | 2015 | Finnland    | Luokkakokous                                         | Taneli Mustonen                      |                                              |
| 2011 | Klassefesten                                                                    | Niels Nørløv Hansen                       | 2018 | Deutschland | Klassentreffen 1.0                                   | Til Schweiger                        |                                              |
| 2014 | Klassefesten: Begravelsen                                                       | Mikkel Serup                              | 2016 | Finnland    | Luokkakokous 2 – Polttarit                           | Taneli Mustonen                      |                                              |
| 2014 | Klassefesten: Begravelsen                                                       | Mikkel Serup                              | 2020 | Deutschland | Die Hochzeit                                         | Til Schweiger                        |                                              |
| 2019 | Jagtsæson                                                                       | Tilde Harkamp                             | 2022 | Deutschland | Jagdsaison                                           | Aron Lehmann                         |                                              |
| 2019 | Königin                                                                         | May el-Toukhy                             | 2023 | Frankreich  | Im letzten Sommer                                    | Catherine Breillat                   |                                              |

### Deutsche Spielfilme
| Jahr | Original                                  | Regie                         | Jahr | Land                    | Neuverfilmung                              | Regie                           | Vorlage                                                                                               |
| ---- | ----------------------------------------- | ----------------------------- | ---- | ----------------------- | ------------------------------------------ | ------------------------------- | --- |
| 1920 | Kohlhiesels Töchter                       | Ernst Lubitsch                | 1930 | Deutschland             | Kohlhiesels Töchter                        | Hans Behrendt                   | gleichnamigen Bauernschwank                                                                           |
| 1920 | Kohlhiesels Töchter                       | Ernst Lubitsch                | 1943 | Deutschland             | Kohlhiesels Töchter                        | Kurt Hoffmann                   | gleichnamigen Bauernschwank                                                                           |
| 1920 | Kohlhiesels Töchter                       | Ernst Lubitsch                | 1955 | BRD                     | Ja, ja, die Liebe in Tirol                 | Géza von Bolváry                | gleichnamigen Bauernschwank                                                                           |
| 1920 | Kohlhiesels Töchter                       | Ernst Lubitsch                | 1962 | BRD                     | Kohlhiesels Töchter                        | Axel von Ambesser               | gleichnamigen Bauernschwank                                                                           |
| 1920 | Kohlhiesels Töchter                       | Ernst Lubitsch                | 1978 | BRD                     | Das Wirtshaus der sündigen Töchter         | Walter Boos                     | gleichnamigen Bauernschwank                                                                           |
| 1922 | Nosferatu – Eine Symphonie des Grauens    | Friedrich Wilhelm Murnau      | 1979 | BRD                     | Nosferatu – Phantom der Nacht              | Werner Herzog                   | |
| 1922 | Nosferatu – Eine Symphonie des Grauens    | Friedrich Wilhelm Murnau      | 2024 | USA                     | Nosferatu – Der Untote                     | Robert Eggers                   | |
| 1927 | Richthofen, der rote Ritter der Luft      | Desider Kertesz Peter Joseph  | 1971 | USA                     | Manfred von Richthofen – Der Rote Baron    | Roger Corman                    | |
| 1927 | Richthofen, der rote Ritter der Luft      | Desider Kertesz Peter Joseph  | 2008 | Deutschland             | Der Rote Baron                             | Nikolai Müllerschön             | |
| 1930 | Der blaue Engel                           | Josef von Sternberg           | 1959 | USA                     | Der blaue Engel                            | Edward Dmytryk                  | Heinrich Mann – Professor Unrat                                                                       |
| 1930 | Die Drei von der Tankstelle               | Wilhelm Thiele                | 1955 | BRD                     | Die Drei von der Tankstelle                | Hans Wolff                      | |
| 1930 | Die große Sehnsucht                       | Stefan Szekely                | 1938 | Deutschland             | Es leuchten die Sterne                     | Hans H. Zerlett                 | |
| 1930 | Rosenmontag                               | Hans Steinhoff                | 1955 | BRD                     | Rosenmontag                                | Willy Birgel                    | Otto Erich Hartleben – gleichnamiges Bühnenstück                                                      |
| 1931 | Bomben auf Monte Carlo                    | Hanns Schwarz                 | 1960 | BRD                     | Bomben auf Monte Carlo                     | Georg Jacoby                    | |
| 1931 | Das Ekel                                  | Franz Wenzler Eugen Schüfftan | 1939 | Deutschland             | Das Ekel                                   | Hans Deppe                      | Hans Reimann und Toni Impekoven – gleichnamiges Theaterstück                                          |
| 1931 | Das Ekel                                  | Franz Wenzler Eugen Schüfftan | 1957 | BRD                     | Das Ekel                                   | Hermann Pfeiffer                | Hans Reimann und Toni Impekoven – gleichnamiges Theaterstück                                          |
| 1931 | Das Ekel                                  | Franz Wenzler Eugen Schüfftan | 1959 | BRD                     | Der Haustyrann                             | Hans Deppe                      | Hans Reimann und Toni Impekoven – gleichnamiges Theaterstück                                          |
| 1931 | Das Ekel                                  | Franz Wenzler Eugen Schüfftan | 1969 | BRD                     | Das Ekel                                   | Fred Kraus                      | Hans Reimann und Toni Impekoven – gleichnamiges Theaterstück                                          |
| 1931 | Der Kongreß tanzt                         | Erik Charell                  | 1955 | BRD                     | Der Kongreß tanzt                          | Franz Antel                     | |
| 1931 | Die Privatsekretärin                      | Wilhelm Thiele                | 1956 | BRD                     | Die Privatsekretärin                       | Paul Martin                     | |
| 1931 | Emil und die Detektive                    | Gerhard Lamprecht             | 1935 | GB                      | Emil and the Detectives                    | Milton Rosmer                   | Erich Kästner – Emil und die Detektive (Roman)                                                        |
| 1931 | Emil und die Detektive                    | Gerhard Lamprecht             | 1950 | Argentinien             | Toscanito y los detectives                 | Antonio Momplet                 | Erich Kästner – Emil und die Detektive (Roman)                                                        |
| 1931 | Emil und die Detektive                    | Gerhard Lamprecht             | 1954 | BRD                     | Emil und die Detektive                     | Robert Adolf Stemmle            | Erich Kästner – Emil und die Detektive (Roman)                                                        |
| 1931 | Emil und die Detektive                    | Gerhard Lamprecht             | 1956 | Japan                   | Emil to tantei tachi                       | Mitsuo Wakasugi                 | Erich Kästner – Emil und die Detektive (Roman)                                                        |
| 1931 | Emil und die Detektive                    | Gerhard Lamprecht             | 1958 | Brasilien               | Pega Ladrão                                | Alberto Pieralisi               | Erich Kästner – Emil und die Detektive (Roman)                                                        |
| 1931 | Emil und die Detektive                    | Gerhard Lamprecht             | 1964 | USA                     | Emil und die Detektive                     | Peter Tewksbury                 | Erich Kästner – Emil und die Detektive (Roman)                                                        |
| 1931 | Emil und die Detektive                    | Gerhard Lamprecht             | 2001 | Deutschland             | Emil und die Detektive                     | Franziska Buch                  | Erich Kästner – Emil und die Detektive (Roman)                                                        |
| 1931 | M – Eine Stadt sucht einen Mörder         | Fritz Lang                    | 1951 | USA                     | M                                          | Joseph Losey                    | |
| 1931 | Mädchen in Uniform                        | Leontine Sagan                | 1958 | BRD Frankreich          | Mädchen in Uniform                         | Géza von Radványi               | Christa Winsloe – Ritter Nérestan (Schauspiel)                                                        |
| 1933 | Das Testament des Dr. Mabuse              | Fritz Lang                    | 1962 | BRD                     | Das Testament des Dr. Mabuse               | Werner Klingler                 | Norbert Jacques – Das Testament des Dr. Mabuse oder Mabuses letztes Spiel. Roman eines Dämons (Roman) |
| 1933 | Ganovenehre                               | Richard Oswald                | 1966 | BRD                     | Ganovenehre                                | Wolfgang Staudte                | Charles Rudolph – Ganovenehre (Bühnenstück)                                                           |
| 1933 | Liebelei                                  | Max Ophüls                    | 1958 | Frankreich              | Christine                                  | Pierre Gaspard-Huit             | Arthur Schnitzler – Liebelei (Schauspiel)                                                             |
| 1933 | Viktor und Viktoria                       | Reinhold Schünzel             | 1957 | BRD                     | Viktor und Viktoria                        | Karl Anton                      | |
| 1933 | Viktor und Viktoria                       | Reinhold Schünzel             | 1982 | USA/GB                  | Victor/Victoria                            | Blake Edwards                   | |
| 1934 | So ein Flegel                             | Robert Adolf Stemmle          | 1944 | Deutschland             | Die Feuerzangenbowle                       | Helmut Weiss                    | Heinrich Spoerl – Die Feuerzangenbowle (Roman)                                                        |
| 1934 | So ein Flegel                             | Robert Adolf Stemmle          | 1970 | BRD                     | Die Feuerzangenbowle                       | Helmut Käutner                  | Heinrich Spoerl – Die Feuerzangenbowle (Roman)                                                        |
| 1935 | Mazurka                                   | Willi Forst                   | 1937 | USA                     | Confession                                 | Joe May                         | |
| 1935 | Kirschen in Nachbars Garten               | Erich Engels                  | 1956 | BRD                     | Kirschen in Nachbars Garten                | Erich Engels                    | |
| 1936 | Die Leute mit dem Sonnenstich             | Carl Hoffmann                 | 1962 | BRD, Österreich         | Ohne Krimi geht die Mimi nie ins Bett      | Franz Antel                     | Horst Biernath – Die Leute mit dem Sonnenstich (Roman)                                                |
| 1943 | Altes Herz wird wieder jung               | Erich Engel                   | 1958 | Österreich              | Man müßte nochmal zwanzig sein             | Hans Quest                      | |
| 1943 | Altes Herz wird wieder jung               | Erich Engel                   | 1999 | Österreich              | Ein Herz wird wieder jung                  | Heide Pils                      | |
| 1953 | Pünktchen und Anton                       | Thomas Engel                  | 1999 | Deutschland             | Pünktchen und Anton                        | Caroline Link                   | Erich Kästner – Pünktchen und Anton (Roman)                                                           |
| 1954 | Auf der Reeperbahn nachts um halb eins    | Wolfgang Liebeneiner          | 1969 | BRD                     | Auf der Reeperbahn nachts um halb eins     | Rolf Olsen                      | |
| 1954 | Das fliegende Klassenzimmer               | Kurt Hoffmann                 | 1973 | BRD                     | Das fliegende Klassenzimmer                | Werner Jacobs                   | Erich Kästner – Das fliegende Klassenzimmer (Roman)                                                   |
| 1954 | Das fliegende Klassenzimmer               | Kurt Hoffmann                 | 2003 | Deutschland             | Das fliegende Klassenzimmer                | Tomy Wigand                     | Erich Kästner – Das fliegende Klassenzimmer (Roman)                                                   |
| 1954 | Das fliegende Klassenzimmer               | Kurt Hoffmann                 | 2023 | Deutschland             | Das fliegende Klassenzimmer                | Carolina Hellsgård              | Erich Kästner – Das fliegende Klassenzimmer (Roman)                                                   |
| 1955 | Drei Männer im Schnee                     | Kurt Hoffmann                 | 1974 | Deutschland             | Drei Männer im Schnee                      | Alfred Vohrer                   | Erich Kästner – Drei Männer im Schnee (Roman)                                                         |
| 1955 | Suchkind 312                              | Gustav Machatý                | 2007 | Deutschland             | Suchkind 312                               | Gabi Kubach                     | Hans-Ulrich Horster – Suchkind 312 (Roman)                                                            |
| 1956 | Die Halbstarken                           | Georg Tressler                | 1996 | Deutschland             | Die Halbstarken                            | Urs Egger                       | |
| 1956 | Heute heiratet mein Mann                  | Kurt Hoffmann                 | 2006 | Deutschland             | Heute heiratet mein Mann                   | Michael Kreihsl                 | Annemarie Selinko – Heut heiratet mein Mann (Roman)                                                   |
| 1957 | Bekenntnisse des Hochstaplers Felix Krull | Kurt Hoffmann                 | 1981 | BRD                     | Bekenntnisse des Hochstaplers Felix Krull  | Bernhard Sinkel, Alf Brustellin | Thomas Mann – Bekenntnisse des Hochstaplers Felix Krull (Roman)                                       |
| 1957 | Bekenntnisse des Hochstaplers Felix Krull | Kurt Hoffmann                 | 2021 | Deutschland             | Bekenntnisse des Hochstaplers Felix Krull  | Detlev Buck                     | Thomas Mann – Bekenntnisse des Hochstaplers Felix Krull (Roman)                                       |
| 1957 | Die Zürcher Verlobung                     | Helmut Käutner                | 2007 | Deutschland             | Die Zürcher Verlobung – Drehbuch zur Liebe | Stephan Meyer                   | Barbara Noack – Die Zürcher Verlobung (Roman)                                                         |
| 1958 | Es geschah am hellichten Tag              | Ladislao Vajda                | 1979 | Italien                 | Das Versprechen                            | Alberto Negrin                  | Friedrich Dürrenmatt – Das Versprechen (Roman)                                                        |
| 1958 | Es geschah am hellichten Tag              | Ladislao Vajda                | 1996 | GB                      | Tod im kalten Morgenlicht                  | Rudolf van den Berg             | Friedrich Dürrenmatt – Das Versprechen (Roman)                                                        |
| 1958 | Es geschah am hellichten Tag              | Ladislao Vajda                | 1997 | Deutschland             | Es geschah am hellichten Tag               | Nico Hofmann                    | Friedrich Dürrenmatt – Das Versprechen (Roman)                                                        |
| 1958 | Es geschah am hellichten Tag              | Ladislao Vajda                | 2001 | USA                     | Das Versprechen                            | Sean Penn                       | Friedrich Dürrenmatt – Das Versprechen (Roman)                                                        |
| 1958 | Das Mädchen Rosemarie                     | Rolf Thiele                   | 1996 | Deutschland             | Das Mädchen Rosemarie                      | Bernd Eichinger                 | |
| 1959 | Die Brücke                                | Bernhard Wicki                | 2008 | Deutschland             | Die Brücke                                 | Wolfgang Panzer                 | Gregor Dorfmeister – Die Brücke (Roman)                                                               |
| 1960 | Schachnovelle                             | Gerd Oswald                   | 2021 | Deutschland             | Schachnovelle                              | Philipp Stölzl                  | Stefan Zweig – Schachnovelle                                                                          |
| 1960 | Das Spukschloß im Spessart                | Kurt Hoffmann                 | 2010 | Deutschland             | Im Spessart sind die Geister los           | Holger Haase                    | |
| 1963 | Schloß Gripsholm                          | Kurt Hoffmann                 | 2000 | Deutschland             | Gripsholm                                  | Xavier Koller                   | Kurt Tucholsky – Schloß Gripsholm                                                                     |
| 1966 | Die Ermittlung                            | Peter Schulze-Rohr            | 1966 | DDR                     | Die Ermittlung                             | Erich Engel, Konrad Wolf u. a.  | Peter Weiss – Die Ermittlung (Theaterstück)                                                           |
| 1966 | Die Ermittlung                            | Peter Schulze-Rohr            | 2024 | Deutschland             | Die Ermittlung                             | RP Kahl                         | Peter Weiss – Die Ermittlung (Theaterstück)                                                           |
| 1966 | Alfons Zitterbacke                        | Konrad Petzold                | 1986 | Deutschland             | Alfons Zitterbacke (Serie)                 | Andreas Schreiber               | Gerhard Holtz-Baumert – Alfons Zitterbacke                                                            |
| 1966 | Alfons Zitterbacke                        | Konrad Petzold                | 2019 | Deutschland             | Alfons Zitterbacke – Das Chaos ist zurück  | Mark Schlichter                 | Gerhard Holtz-Baumert – Alfons Zitterbacke                                                            |
| 1969 | Die Konferenz der Tiere                   | Curt Linda                    | 2010 | Deutschland             | Konferenz der Tiere                        | Holger Tappe, Reinhard Klooss   | Erich Kästner – Die Konferenz der Tiere (Roman)                                                       |
| 1971 | Deutschstunde                             | Peter Beauvais                | 2019 | Deutschland             | Deutschstunde                              | Christian Schwochow             | Siegfried Lenz – Deutschstunde (Roman)                                                                |
| 1973 | Nackt unter Wölfen                        | Frank Beyer                   | 2015 | Deutschland             | Nackt unter Wölfen                         | Philipp Kadelbach               | Bruno Apitz – Nackt unter Wölfen (Roman)                                                              |
| 1973 | Welt am Draht                             | Rainer Werner Fassbinder      | 1999 | USA, Deutschland        | The 13th Floor – Bist du was du denkst?    | Josef Rusnak                    | Daniel F. Galouye – Simulacron-3 (Roman)                                                              |
| 1974 | Der Räuber Hotzenplotz                    | Gustav Ehmck                  | 2006 | Deutschland             | Der Räuber Hotzenplotz                     | Gernot Roll                     | Otfried Preußler – Räuber Hotzenplotz (Roman)                                                         |
| 1974 | Der Räuber Hotzenplotz                    | Gustav Ehmck                  | 2022 | Deutschland             | Der Räuber Hotzenplotz                     | Michael Krummenacher            | Otfried Preußler – Räuber Hotzenplotz (Roman)                                                         |
| 1974 | Jakob der Lügner                          | Frank Beyer                   | 1999 | USA                     | Jakob der Lügner                           | Peter Kassovitz                 | Jurek Becker – Jakob der Lügner (Roman)                                                               |
| 1976 | Vier gegen die Bank                       | Wolfgang Petersen             | 2016 | Deutschland             | Vier gegen die Bank                        | Wolfgang Petersen               | Ralph Maloney – Gentlemen in roten Zahlen (Roman)                                                     |
| 1977 | Der amerikanische Freund                  | Wim Wenders                   | 2002 | Italien                 | Ripley’s Game                              | Liliana Cavani                  | Patricia Highsmith – Ripley’s Game (Roman)                                                            |
| 1977 | Die Vorstadtkrokodile                     | Wolfgang Becker               | 2009 | Deutschland             | Vorstadtkrokodile                          | Christian Ditter                | Max von der Grün – Vorstadtkrokodile (Roman)                                                          |
| 1979 | Fleisch                                   | Rainer Erler                  | 2008 | Deutschland             | Fleisch                                    | Oliver Schmitz                  | |
| 1980 | Fabian                                    | Wolf Gremm                    | 2020 | Deutschland             | Fabian oder Der Gang vor die Hunde         | Dominik Graf                    | Erich Kästner – Fabian (Roman)                                                                        |
| 1982 | Ein Kleid von Dior                        | Peter Weck                    | 2022 | Frankreich, GB, Ungarn  | Mrs. Harris und ein Kleid von Dior         | Anthony Fabian                  | Paul Gallico – Flowers for Mrs. Harris (Roman)                                                        |
| 1987 | Der Himmel über Berlin                    | Wim Wenders                   | 1998 | USA                     | Stadt der Engel                            | Brad Silberling                 | |
| 1992 | Moebius                                   | Matti Geschonneck             | 1996 | Argentinien             | Moebius                                    | Gustavo Mosquera R.             | Armin Joseph Deutsch – A Subway Called Möbius (Kurzgeschichte)                                        |
| 2001 | Bella Martha                              | Sandra Nettelbeck             | 2007 | USA                     | Rezept zum Verlieben                       | Scott Hicks                     | |
| 2001 | Das Experiment                            | Oliver Hirschbiegel           | 2010 | USA                     | The Experiment                             | Paul Scheuring                  | Mario Giordano – Das Experiment Black Box (Roman)                                                     |
| 2001 | Mädchen, Mädchen                          | Dennis Gansel                 | 2025 | Deutschland, Österreich | Mädchen Mädchen                            | Martina Plura                   | |
| 2005 | Barfuss                                   | Til Schweiger                 | 2014 | USA                     | Barfuß ins Glück                           | Andrew Fleming                  | |
| 2006 | Open Water 2                              | Hans Horn                     | 2017 | Portugal                | Perdidos                                   | Sérgio Graciano                 | |
| 2013 | Fack ju Göhte                             | Bora Dagtekin                 | 2016 | Mexiko                  | No Manches Frida                           | Nancho G. Velilla               | |
| 2014 | Honig im Kopf                             | Til Schweiger                 | 2018 | USA                     | Head Full of Honey                         | Til Schweiger                   | |
| 2014 | Wir Monster                               | Sebastian Ko                  | 2018 | USA, Kanada             | The Lie                                    | Veena Sud                       | |
| 2015 | Er ist wieder da                          | David Wnendt                  | 2018 | Italien                 | Sono Tornato                               | Luca Miniero                    | Timur Vermes – Er ist wieder da (Roman)                                                               |
| 2016 | SMS für Dich                              | Karoline Herfurth             | 2023 | USA                     | Love Again                                 | James C. Strouse                | Sofie Cramer – SMS für Dich (Roman)                                                                   |

### Finnische Spielfilme
| Jahr | Original                           | Regie      | Jahr | Land        | Neuverfilmung                                 | Regie       |
| ---- | ---------------------------------- | ---------- | ---- | ----------- | --------------------------------------------- | ----------- |
| 2005 | FC Venus – Fußball ist Frauensache | Joona Tena | 2006 | Deutschland | FC Venus – Angriff ist die beste Verteidigung | Ute Wieland |

### Französische Spielfilme
| Jahr | Original                                     | Regie                                         | Jahr | Land                   | Neuverfilmung                                  | Regie                            | Vorlage                                                                     |
| ---- | -------------------------------------------- | --------------------------------------------- | ---- | ---------------------- | ---------------------------------------------- | -------------------------------- | --------------------------------------------------------------------------- |
| 1932 | Boudu – aus den Wassern gerettet             | Jean Renoir                                   | 1986 | USA                    | Zoff in Beverly Hills                          | Paul Mazursky                    | René Fauchois – Boudu sauvé des eaux (Theaterstück)                         |
| 1932 | Boudu – aus den Wassern gerettet             | Jean Renoir                                   | 2005 | Frankreich             | Boudu                                          | Gérard Jugnot                    | René Fauchois – Boudu sauvé des eaux (Theaterstück)                         |
| 1936 | Pépé le Moko – Im Dunkel von Algier          | Julien Duvivier                               | 1938 | USA                    | Algiers                                        | John Cromwell                    |                                                                             |
| 1937 | Der fünfte Geschworene                       | Marc Allégret                                 | 1940 | USA                    | The Lady in Question                           | Charles Vidor                    |                                                                             |
| 1937 | Désiré                                       | Sacha Guitry                                  | 1996 | Frankreich             | Désiré                                         | Bernard Murat                    |                                                                             |
| 1937 | Spiel der Erinnerung                         | Julien Duvivier                               | 1941 | USA                    | Ein Frauenherz vergißt nie                     | Julien Duvivier                  |                                                                             |
| 1939 | Der Tag bricht an                            | Marcel Carné                                  | 1947 | USA                    | Die lange Nacht                                | Anatole Litvak                   |                                                                             |
| 1941 | Ihr erstes Rendezvous                        | Henri Decoin                                  | 1955 | BRD                    | Ihr erstes Rendezvous                          | Axel von Ambesser                |                                                                             |
| 1942 | Der blaue Schleier                           | Jean Stelli                                   | 1951 | USA                    | Das Herz einer Mutter                          | Curtis Bernhardt                 |                                                                             |
| 1943 | Der Rabe                                     | Henri-Georges Clouzot                         | 1951 | USA                    | The 13th Letter                                | Otto Preminger                   |                                                                             |
| 1946 | Es war einmal                                | Jean Cocteau                                  | 1991 | USA                    | Die Schöne und das Biest                       | Gary Trousdale                   | Jeanne-Marie Leprince de Beaumont – Die Schöne und das Biest (Volksmärchen) |
| 1946 | Es war einmal                                | Jean Cocteau                                  | 2014 | Frankreich             | Die Schöne und das Biest                       | Christophe Gans                  | Jeanne-Marie Leprince de Beaumont – Die Schöne und das Biest (Volksmärchen) |
| 1946 | Es war einmal                                | Jean Cocteau                                  | 2017 | USA                    | Die Schöne und das Biest                       | Bill Condon                      | Jeanne-Marie Leprince de Beaumont – Die Schöne und das Biest (Volksmärchen) |
| 1949 | Einsamer Sonntag                             | Jacqueline Audry                              | 1999 | Deutschland            | Ein Lied von Liebe und Tod – Gloomy Sunday     | Rolf Schübel                     | Rezső Seress – Gloomy Sunday (Lied)                                         |
| 1950 | Der sensationelle Einbrecher                 | Jean Boyer                                    | 1959 | BRD                    | Ein Mann geht durch die Wand                   | Ladislao Vajda                   | Marcel Aymé – Le passe muraille (Novelle)                                   |
| 1953 | Lohn der Angst                               | Henri-Georges Clouzot                         | 1977 | USA                    | Atemlos vor Angst                              | William Friedkin                 | Georges Arnaud – Lohn der Angst (Roman)                                     |
| 1955 | Die Teuflischen                              | Henri-Georges Clouzot                         | 1996 | USA                    | Diabolisch                                     | Jeremiah S. Chechik              |                                                                             |
| 1956 | Drei Uhr nachts                              | Jean-Pierre Melville                          | 2002 | Frankreich GB Kanada   | Der Dieb von Monte Carlo                       | Neil Jordan                      |                                                                             |
| 1956 | Und immer lockt das Weib                     | Roger Vadim                                   | 1988 | USA                    | Adams kesse Rippe                              | Roger Vadim                      |                                                                             |
| 1960 | Außer Atem                                   | Jean-Luc Godard                               | 1983 | USA                    | Atemlos                                        | Jim McBride                      |                                                                             |
| 1960 | Nur die Sonne war Zeuge                      | René Clément                                  | 1999 | USA                    | Der talentierte Mr. Ripley                     | Anthony Minghella                | Patricia Highsmith – Der talentierte Mr. Ripley (Roman)                     |
| 1962 | Krieg der Knöpfe                             | Yves Robert                                   | 1994 | Irland                 | Krieg der Knöpfe                               | John Roberts                     | Louis Pergaud – Krieg der Knöpfe (Roman)                                    |
| 1962 | Krieg der Knöpfe                             | Yves Robert                                   | 2011 | Frankreich             | Der Krieg der Knöpfe                           | Yann Samuell                     | Louis Pergaud – Krieg der Knöpfe (Roman)                                    |
| 1962 | Krieg der Knöpfe                             | Yves Robert                                   | 2011 | Frankreich             | Krieg der Knöpfe                               | Christophe Barratier             | Louis Pergaud – Krieg der Knöpfe (Roman)                                    |
| 1962 | Am Rande des Rollfelds                       | Chris Marker                                  | 1995 | USA                    | 12 Monkeys                                     | Terry Gilliam                    |                                                                             |
| 1967 | Der eiskalte Engel                           | Jean-Pierre Melville                          | 1999 | USA                    | Ghost Dog – Der Weg des Samurai                | Jim Jarmusch                     |                                                                             |
| 1967 | Oscar                                        | Édouard Molinaro                              | 1991 | USA                    | Oscar – Vom Regen in die Traufe                | John Landis                      | Claude Magnier – Oscar (Theaterstück)                                       |
| 1968 | Asterix und Kleopatra                        | René Goscinny Lee Payant Albert Uderzo        | 2002 | Frankreich Deutschland | Asterix & Obelix: Mission Kleopatra            | Alain Chabat                     |                                                                             |
| 1969 | Der Swimmingpool                             | Jacques Deray                                 | 2015 | Italien, Frankreich    | A Bigger Splash                                | Luca Guadagnino                  |                                                                             |
| 1969 | Die untreue Frau                             | Claude Chabrol                                | 2002 | USA                    | Untreu                                         | Adrian Lyne                      |                                                                             |
| 1970 | Die Dinge des Lebens                         | Claude Sautet                                 | 1994 | USA                    | Begegnungen – Intersection                     | Mark Rydell                      | Paul Guimard – Die Dinge des Lebens (Roman)                                 |
| 1972 | Der große Blonde mit dem schwarzen Schuh     | Yves Robert                                   | 1985 | USA                    | Der Verrückte mit dem Geigenkasten             | Stan Dragoti                     |                                                                             |
| 1973 | Die Filzlaus                                 | Édouard Molinaro                              | 1981 | USA                    | Buddy Buddy                                    | Billy Wilder                     |                                                                             |
| 1973 | Ein glückliches Jahr                         | Claude Lelouch                                | 1987 | USA                    | Happy New Year                                 | John G. Avildsen                 |                                                                             |
| 1974 | Die Ausgebufften                             | Bertrand Blier                                | 2019 | USA                    | The Jesus Rolls                                | John Turturro                    |                                                                             |
| 1975 | Cousin, Cousine                              | Jean-Charles Tacchella                        | 1989 | USA                    | Seitensprünge                                  | Joel Schumacher                  |                                                                             |
| 1976 | Das Spielzeug                                | Francis Veber                                 | 1982 | USA                    | Der Spielgefährte                              | Richard Donner                   |                                                                             |
| 1976 | Ein Elefant irrt sich gewaltig               | Yves Robert                                   | 1984 | USA                    | Die Frau in Rot                                | Gene Wilder                      |                                                                             |
| 1977 | Der Mann, der die Frauen liebte              | François Truffaut                             | 1983 | USA                    | Frauen waren sein Hobby                        | Blake Edwards                    |                                                                             |
| 1978 | Ein Käfig voller Narren                      | Édouard Molinaro                              | 1996 | USA                    | The Birdcage – Ein Paradies für schrille Vögel | Mike Nichols                     |                                                                             |
| 1979 | Mein Partner Davis                           | René Gainville                                | 1996 | USA                    | Wer ist Mr. Cutty?                             | Donald Petrie                    |                                                                             |
| 1981 | Das Verhör                                   | Claude Miller                                 | 2000 | USA                    | Under Suspicion – Mörderisches Spiel           | Stephen Hopkins                  | John William Wainwright – Brainwash (Roman)                                 |
| 1981 | Der Hornochse und sein Zugpferd              | Francis Veber                                 | 1991 | USA                    | Reine Glückssache                              | Nadia Tass                       |                                                                             |
| 1981 | Stille Wasser                                | Michel Deville                                | 1983 | BRD                    | Tiefe Wasser                                   | Franz Peter Wirth                | Patricia Highsmith – Tiefe Wasser (Roman)                                   |
| 1981 | Stille Wasser                                | Michel Deville                                | 2022 | USA                    | Tiefe Wasser                                   | Adrian Lyne                      | Patricia Highsmith – Tiefe Wasser (Roman)                                   |
| 1982 | Da graust sich ja der Weihnachtsmann         | Jean-Marie Poiré                              | 1994 | USA                    | Lifesavers – Die Lebensretter                  | Nora Ephron                      |                                                                             |
| 1982 | Die Wiederkehr des Martin Guerre             | Daniel Vigne                                  | 1993 | USA                    | Sommersby                                      | Jon Amiel                        | inspiriert durch eine wahre Begebenheit (Martin Guerre)                     |
| 1983 | Zwei irre Spaßvögel                          | Francis Veber                                 | 1997 | USA                    | Ein Vater zuviel                               | Ivan Reitman                     |                                                                             |
| 1985 | Der Boß                                      | Alexandre Arcady                              | 1990 | USA                    | Ein verrückt genialer Coup                     | Bill Murray Howard Franklin      | John Cronley – Quick Change                                                 |
| 1985 | Drei Männer und ein Baby                     | Coline Serreau                                | 1987 | USA                    | Noch drei Männer, noch ein Baby                | Leonard Nimoy                    |                                                                             |
| 1986 | Die Flüchtigen                               | Francis Veber                                 | 1989 | USA                    | Das Bankentrio                                 | Francis Veber                    |                                                                             |
| 1990 | Nikita                                       | Luc Besson                                    | 1991 | Hong Kong              | Black Cat                                      | Stephen Shin                     |                                                                             |
| 1990 | Nikita                                       | Luc Besson                                    | 1992 | Hong Kong              | Codename: Cobra                                | Stephen Shin                     |                                                                             |
| 1990 | Nikita                                       | Luc Besson                                    | 1993 | USA                    | Codename: Nina                                 | John Badham                      |                                                                             |
| 1991 | Der Joker und der Jackpot                    | Claude Zidi                                   | 1994 | USA                    | True Lies – Wahre Lügen                        | James Cameron                    |                                                                             |
| 1991 | Mein Vater, der Held                         | Gérard Lauzier                                | 1994 | USA                    | Daddy Cool                                     | Steve Miner                      |                                                                             |
| 1993 | Der Killer und das Mädchen                   | Pierre Salvadori                              | 2010 | USA                    | Wild Target – Sein schärfstes Ziel             | Jonathan Lynn                    |                                                                             |
| 1993 | Die Besucher                                 | Jean-Marie Poiré                              | 2001 | USA                    | Just Visiting                                  | Jean-Marie Poiré                 |                                                                             |
| 1994 | Little Indian – Der Großstadtindianer        | Hervé Palud                                   | 1997 | USA                    | Aus dem Dschungel, in den Dschungel            | John Pasquin                     |                                                                             |
| 1996 | Lügen und Liebe                              | Gilles Mimouni                                | 2004 | USA                    | Sehnsüchtig                                    | Paul McGuigan                    |                                                                             |
| 1998 | Dinner für Spinner                           | Francis Veber                                 | 2010 | USA                    | Dinner für Spinner                             | Jay Roach                        |                                                                             |
| 1998 | Taxi                                         | Gérard Pirès                                  | 2004 | USA                    | New York Taxi                                  | Tim Story                        |                                                                             |
| 2001 | Un couple modèle                             | Charlotte Brändström                          | 2012 | Deutschland            | Ein vorbildliches Ehepaar                      | Ben Verbong                      |                                                                             |
| 2003 | Nathalie                                     | Anne Fontaine                                 | 2009 | USA                    | Chloe                                          | Atom Egoyan                      |                                                                             |
| 2004 | Ghettogangz – Die Hölle vor Paris            | Pierre Morel                                  | 2014 | USA                    | Brick Mansions                                 | Camille Delamarre                |                                                                             |
| 2005 | Anthony Zimmer                               | Jérôme Salle                                  | 2010 | USA                    | The Tourist                                    | Florian Henckel von Donnersmarck |                                                                             |
| 2005 | 13 Tzameti                                   | Géla Babluani                                 | 2010 | USA                    | 13                                             | Géla Babluani                    |                                                                             |
| 2008 | Das Zeichen des Engels                       | Safy Nebbou                                   | 2019 | USA                    | Angel of Mine                                  | Kim Farrant                      |                                                                             |
| 2008 | LOL (Laughing Out Loud)                      | Lisa Azuelos                                  | 2012 | USA                    | LOL                                            | Lisa Azuelos                     |                                                                             |
| 2008 | Ohne Schuld                                  | Fred Cavayé                                   | 2010 | USA                    | 72 Stunden – The Next Three Days               | Paul Haggis                      |                                                                             |
| 2008 | Rivals                                       | Jacques Maillot                               | 2013 | USA                    | Blood Ties                                     | Guillaume Canet                  | Bruno Papet und Michel Papet, Deux frères flic et truand (Roman)            |
| 2008 | Willkommen bei den Sch’tis                   | Dany Boon                                     | 2009 | Italien                | Willkommen im Süden                            | Luca Miniero                     |                                                                             |
| 2008 | Martyrs                                      | Pascal Laugier                                | 2015 | USA                    | Martyrs                                        | Kevin Goetz Michael Goetz        |                                                                             |
| 2010 | Point Blank – Aus kurzer Distanz             | Fred Cavayé                                   | 2019 | USA                    | Point Blank                                    | Joe Lynch                        |                                                                             |
| 2011 | Sleepless Night – Nacht der Vergeltung       | Frederic Jardin                               | 2017 | USA                    | Sleepless – Eine tödliche Nacht                | Baran bo Odar                    |                                                                             |
| 2011 | Ziemlich beste Freunde                       | Olivier Nakache, Éric Toledano                | 2016 | Spanien                | Inseparables                                   | Marcos Carnevale                 |                                                                             |
| 2011 | Ziemlich beste Freunde                       | Olivier Nakache, Éric Toledano                | 2017 | USA                    | Mein Bester & Ich                              | Neil Burger                      | Philippe Pozzo di Borgo – Le second souffle (Autobiografie)                 |
| 2012 | Der Vorname                                  | Alexandre de La Patellière, Mathieu Delaporte | 2018 | Deutschland            | Der Vorname                                    | Sönke Wortmann                   | Matthieu Delaporte – Le Prénom (Theaterstück)                               |
| 2014 | Verstehen Sie die Béliers?                   | Éric Lartigau                                 | 2021 | USA                    | Coda                                           | Siân Heder                       |                                                                             |
| 2015 | Mama gegen Papa – Wer hier verliert, gewinnt | Martin Bourboulon                             | 2017 | Deutschland            | Schatz, nimm Du sie!                           | Sven Unterwaldt                  |                                                                             |
| 2015 | Mama gegen Papa – Wer hier verliert, gewinnt | Martin Bourboulon                             | 2017 | Italien                | Mamma o papà?                                  | Riccardo Milani                  |                                                                             |
| 2017 | Die brillante Mademoiselle Neïla             | Yvan Attal                                    | 2020 | Deutschland            | Contra                                         | Sönke Wortmann                   |                                                                             |
| 2019 | Das Beste kommt noch                         | Alexandre de La Patellière, Mathieu Delaporte | 2023 | Deutschland            | Das Beste kommt noch!                          | Til Schweiger                    |                                                                             |

### Isländische Spielfilme
| Jahr | Original              | Regie          | Jahr | Land | Neuverfilmung | Regie             |
| ---- | --------------------- | -------------- | ---- | ---- | ------------- | ----------------- |
| 2008 | Reykjavík – Rotterdam | Óskar Jónasson | 2012 | USA  | Contraband    | Baltasar Kormákur |

### Italienische Spielfilme
| Jahr | Original                                                                    | Regie              | Jahr | Land                                           | Neuverfilmung                          | Regie                   | Vorlage                                                                |
| ---- | --------------------------------------------------------------------------- | ------------------ | ---- | ---------------------------------------------- | -------------------------------------- | ----------------------- | ---------------------------------------------------------------------- |
| 1915 | Assunta Spina                                                               | Gustavo Serena     | 1930 | Italien                                        | Assunta Spina                          | Roberto Roberti         |                                                                        |
| 1915 | Assunta Spina                                                               | Gustavo Serena     | 1948 | Italien                                        | Die Gezeichnete                        | Mario Mattòli           |                                                                        |
| 1948 | Fahrraddiebe                                                                | Vittorio De Sica   | 2001 | China                                          | Beijing Bicycle                        | Wang Xiaoshuai          |                                                                        |
| 1954 | Sehnsucht                                                                   | Luchino Visconti   | 2002 | Italien                                        | Black Angel – Senso ’45                | Tinto Brass             | Camillo Boito – Senso. Das geheime Tagebuch der Contessa Livia (Roman) |
| 1958 | Diebe haben’s schwer                                                        | Mario Monicelli    | 1986 | USA                                            | Crackers – Fünf Gauner machen Bruch    | Louis Malle             |                                                                        |
| 1958 | Diebe haben’s schwer                                                        | Mario Monicelli    | 2002 | USA                                            | Safecrackers oder Diebe haben’s schwer | Anthony und Joe Russo   |                                                                        |
| 1966 | Der Unverstandene                                                           | Luigi Comencini    | 1983 | USA                                            | Unverstanden                           | Jerry Schatzberg        | Florence Montgomery – Misunderstood (Roman)                            |
| 1974 | Der Duft der Frauen                                                         | Dino Risi          | 1992 | USA                                            | Der Duft der Frauen                    | Martin Brest            | Giovanni Arpino – Der Duft der Frauen (Roman)                          |
| 1974 | Zwei wie Pech und Schwefel                                                  | Marcello Fondato   | 2022 | Italien                                        | Zwei wie Pech und Schwefel             | Younuts                 |                                                                        |
| 1974 | Hingerissen von einem ungewöhnlichen Schicksal im azurblauen Meer im August | Lina Wertmüller    | 2002 | GB, Italien                                    | Stürmische Liebe – Swept Away          | Guy Ritchie             |                                                                        |
| 1977 | Suspiria                                                                    | Dario Argento      | 2018 | USA                                            | Suspiria                               | Luca Guadagnino         |                                                                        |
| 1986 | Die Untersuchung                                                            | Damiano Damiani    | 2006 | Italien, Spanien, USA, Bulgarien               | Das Ende der Götter                    | Giulio Base             |                                                                        |
| 1986 | Die Untersuchung                                                            | Damiano Damiani    | 2016 | USA                                            | Auferstanden                           | Kevin Reynolds          |                                                                        |
| 1990 | Allen geht’s gut                                                            | Giuseppe Tornatore | 2009 | USA                                            | Everybody’s Fine                       | Kirk Jones              |                                                                        |
| 2001 | Ein letzter Kuss                                                            | Gabriele Muccino   | 2006 | USA                                            | Der letzte Kuss                        | Tony Goldwyn            |                                                                        |
| 2010 | La banda dei Babbi Natale                                                   | Paolo Genovese     | 2015 | Deutschland                                    | Weihnachts-Männer                      | Franziska Meyer Price   |                                                                        |
| 2011 | Immaturi                                                                    | Paolo Genovese     | 2017 | Deutschland                                    | Abi ’97 – gefühlt wie damals           | Granz Henman            |                                                                        |
| 2016 | Perfetti Sconosciuti                                                        | Paolo Genovese     | 2016 | Griechenland                                   | Τέλειοι Ξένοι                          | Thodoris Atheridis      |                                                                        |
| 2016 | Perfetti Sconosciuti                                                        | Paolo Genovese     | 2017 | Spanien                                        | Perfectos desconocidos                 | Álex de la Iglesia      |                                                                        |
| 2016 | Perfetti Sconosciuti                                                        | Paolo Genovese     | 2018 | Türkei                                         | Cebimdeki Yabancı                      | Serra Yılmaz            |                                                                        |
| 2016 | Perfetti Sconosciuti                                                        | Paolo Genovese     | 2018 | Frankreich                                     | Nothing to Hide                        | Fred Cavayé             |                                                                        |
| 2016 | Perfetti Sconosciuti                                                        | Paolo Genovese     | 2018 | Südkorea                                       | Intimate Strangers                     | Lee Jae-gyu             |                                                                        |
| 2016 | Perfetti Sconosciuti                                                        | Paolo Genovese     | 2018 | Ungarn                                         | BÚÉK                                   | Krisztina Goda          |                                                                        |
| 2016 | Perfetti Sconosciuti                                                        | Paolo Genovese     | 2018 | Mexiko                                         | Perfectos desconocidos                 | Manolo Caro             |                                                                        |
| 2016 | Perfetti Sconosciuti                                                        | Paolo Genovese     | 2018 | China                                          | 来电狂响                               | Yu Miao                 |                                                                        |
| 2016 | Perfetti Sconosciuti                                                        | Paolo Genovese     | 2019 | Russland                                       | Громкая связь                          | Aleksey Nuzhnyy         |                                                                        |
| 2016 | Perfetti Sconosciuti                                                        | Paolo Genovese     | 2019 | Armenien                                       | Անհայտ բաժանորդ                        | Arshaluys Harutyunyan   |                                                                        |
| 2016 | Perfetti Sconosciuti                                                        | Paolo Genovese     | 2019 | Polen                                          | (Nie)znajomi                           | Tadeusz Śliwa           |                                                                        |
| 2016 | Perfetti Sconosciuti                                                        | Paolo Genovese     | 2019 | Deutschland                                    | Das perfekte Geheimnis                 | Bora Dagtekin           |                                                                        |
| 2016 | Perfetti Sconosciuti                                                        | Paolo Genovese     | 2020 | Vietnam                                        | Tiệc trăng máu                         | Nguyễn Quang Dũng       |                                                                        |
| 2016 | Perfetti Sconosciuti                                                        | Paolo Genovese     | 2021 | Japan                                          | おとなの事情 スマホをのぞいたら        | Michio Mitsuno          |                                                                        |
| 2016 | Perfetti Sconosciuti                                                        | Paolo Genovese     | 2021 | Slowakei, Tschechien                           | Známi neznámi                          | Zuzana Marianková       |                                                                        |
| 2016 | Perfetti Sconosciuti                                                        | Paolo Genovese     | 2021 | Rumänien                                       | Complet necunoscuți                    | Octavian Strunilă       |                                                                        |
| 2016 | Perfetti Sconosciuti                                                        | Paolo Genovese     | 2021 | Niederlande                                    | Alles op tafel                         | Will Koopman            |                                                                        |
| 2016 | Perfetti Sconosciuti                                                        | Paolo Genovese     | 2021 | Israel                                         | זרים מושלמים                           | Lior Ashkenazi          |                                                                        |
| 2016 | Perfetti Sconosciuti                                                        | Paolo Genovese     | 2022 | Libanon, Ägypten, Vereinigte Arabische Emirate | أصحاب ...ولا أعزّ                       | Wissam Smayra           |                                                                        |
| 2016 | Perfetti Sconosciuti                                                        | Paolo Genovese     | 2022 | Norwegen                                       | Full Dekning                           | Arild Andresen          |                                                                        |
| 2016 | Perfetti Sconosciuti                                                        | Paolo Genovese     | 2022 | Indonesien                                     | Perfect Strangers                      | Rako Prijanto           |                                                                        |
| 2016 | Perfetti Sconosciuti                                                        | Paolo Genovese     | 2022 | Aserbaidschan                                  | Geri dönənlər                          | Vusal Haci Qadir        |                                                                        |
| 2016 | Perfetti Sconosciuti                                                        | Paolo Genovese     | 2023 | Island                                         | Villibráð                              | Elsa María Jakobsdóttir |                                                                        |
| 2016 | Perfetti Sconosciuti                                                        | Paolo Genovese     | 2023 | Dänemark, Island                               | Hyggeǃ                                 | Dagur Kári              |                                                                        |
| 2016 | Perfetti Sconosciuti                                                        | Paolo Genovese     | 2024 | Indien                                         | Khel Khel Mein                         | Mudassar Aziz           |                                                                        |

### Niederländische Spielfilme
| Jahr | Original              | Regie               | Jahr | Land            | Neuverfilmung   | Regie               |
| ---- | --------------------- | ------------------- | ---- | --------------- | --------------- | ------------------- |
| 1983 | Fahrstuhl des Grauens | Dick Maas           | 2001 | USA Niederlande | Down            | Dick Maas           |
| 1988 | Spurlos verschwunden  | George Sluizer      | 1993 | USA             | Spurlos         | George Sluizer      |
| 2007 | Alles is liefde       | Joram Lürsen        | 2014 | Deutschland     | Alles ist Liebe | Markus Goller       |
| 2017 | Misfit                | Erwin van den Eshof | 2019 | Deutschland     | Misfit          | Erwin van den Eshof |

### Norwegische Spielfilme
| Jahr | Original                | Regie              | Jahr | Land | Neuverfilmung                    | Regie              |
| ---- | ----------------------- | ------------------ | ---- | ---- | -------------------------------- | ------------------ |
| 1987 | Pathfinder              | Nils Gaup          | 2007 | USA  | Pathfinder – Fährte des Kriegers | Marcus Nispel      |
| 1993 | Ferien mit einer Leiche | Nils Gaup          | 1996 | USA  | Kopf über Wasser                 | Jim Wilson         |
| 1997 | Todesschlaf             | Erik Skjoldbjærg   | 2002 | USA  | Insomnia – Schlaflos             | Christopher Nolan  |
| 2014 | Einer nach dem anderen  | Hans Petter Moland | 2019 | USA  | Hard Powder                      | Hans Petter Moland |

### Österreichische Spielfilme
| Jahr | Original          | Regie              | Jahr | Land       | Neuverfilmung            | Regie             | Vorlage                                         |
| ---- | ----------------- | ------------------ | ---- | ---------- | ------------------------ | ----------------- | ----------------------------------------------- |
| 1934 | Maskerade         | Willi Forst        | 1935 | USA        | Escapade                 | Robert Z. Leonard |                                                 |
| 1934 | Frühjahrsparade   | Géza von Bolváry   | 1940 | USA        | Spring Parade            | Henry Koster      |                                                 |
| 1935 | Kleine Mutti      | Hermann Kosterlitz | 1939 | USA        | Die Findelmutter         | Garson Kanin      |                                                 |
| 1947 | Der Hofrat Geiger | Hans Wolff         | 1961 | Österreich | Mariandl                 | Werner Jacobs     | Martin Costa – Der Hofrat Geiger (Theaterstück) |
| 1947 | Der Hofrat Geiger | Hans Wolff         | 1996 | Österreich | Alte Liebe – Neues Glück | Peter Weck        | Martin Costa – Der Hofrat Geiger (Theaterstück) |
| 1951 | Stadtpark         | Hubert Marischka   | 1963 | BRD        | Stadtpark                | Klaus Wagner      | Hans Morgenstern – Stadtpark (Theaterstück)     |
| 1997 | Funny Games       | Michael Haneke     | 2007 | USA        | Funny Games U.S.         | Michael Haneke    |                                                 |
| 2014 | Ich seh Ich seh   | Verenika Franz     | 2022 | USA        | Goodnight Mommy          | Matt Sobel        |                                                 |

### Portugiesische Filme
| Jahr | Original              | Regie                        | Jahr | Land     | Neuverfilmung        | Regie         |
| ---- | --------------------- | ---------------------------- | ---- | -------- | -------------------- | ------------- |
| 1933 | Das Lied von Lissabon | José Ângelo Cottinelli Telmo | 2016 | Portugal | A Canção de Lisboa   | Pedro Varela  |
| 1942 | O Pátio das Cantigas  | Ribeirinho                   | 2015 | Portugal | O Pátio das Cantigas | Leonel Vieira |
| 1947 | O Leão da Estrela     | Arthur Duarte                | 2015 | Portugal | O Leão da Estrela    | Leonel Vieira |

### Schwedische Spielfilme
| Jahr | Original                         | Regie                           | Jahr | Land                          | Neuverfilmung                       | Regie                          | Vorlage                                          |
| ---- | -------------------------------- | ------------------------------- | ---- | ----------------------------- | ----------------------------------- | ------------------------------ | ------------------------------------------------ |
| 1936 | Intermezzo                       | Gustaf Molander                 | 1939 | USA                           | Intermezzo                          | Gregory Ratoff                 |                                                  |
| 1949 | Pippi Langstrumpf                | Per Gunvall                     | 1961 | USA                           | Pippi Langstrumpf                   | Frank Bunetta                  | Astrid Lindgren – Pippi Langstrumpf (Kinderbuch) |
| 1949 | Pippi Langstrumpf                | Per Gunvall                     | 1969 | Schweden, Deutschland         | Pippi Langstrumpf                   | Olle Hellbom                   | Astrid Lindgren – Pippi Langstrumpf (Kinderbuch) |
| 1949 | Pippi Langstrumpf                | Per Gunvall                     | 1984 | Sowjetunion                   | Peppi Dlinnytschulok                | Margarita Mikaeljan            | Astrid Lindgren – Pippi Langstrumpf (Kinderbuch) |
| 1949 | Pippi Langstrumpf                | Per Gunvall                     | 1988 | USA, Schweden                 | Pippi Langstrumpfs neueste Streiche | Ken Annakin                    | Astrid Lindgren – Pippi Langstrumpf (Kinderbuch) |
| 1949 | Pippi Langstrumpf                | Per Gunvall                     | 1997 | Kanada, Deutschland, Schweden | Pippi Langstrumpf                   | Michael Schaack Clive A. Smith | Astrid Lindgren – Pippi Langstrumpf (Kinderbuch) |
| 1960 | Die Jungfrauenquelle             | Ingmar Bergman                  | 1972 | USA                           | Das letzte Haus links               | Wes Craven                     |                                                  |
| 1960 | Die Jungfrauenquelle             | Ingmar Bergman                  | 2009 | USA                           | The Last House on the Left          | Dennis Iliadis                 |                                                  |
| 1997 | Adam & Eva                       | Måns Herngren Hannes Holm       | 2003 | Deutschland                   | Adam & Eva                          | Paul Harather                  |                                                  |
| 1999 | Tomten är far till alla barnen   | Kjell Sundvall                  | 2007 | Deutschland                   | Meine schöne Bescherung             | Vanessa Jopp                   |                                                  |
| 2000 | Naked Again                      | Mårten Knutsson Torkel Knutsson | 2017 | USA                           | Naked                               | Michael Tiddes                 |                                                  |
| 2002 | Invisible – Gefangen im Jenseits | Joel Bergvall Simon Sandquist   | 2007 | USA                           | Unsichtbar – Zwischen zwei Welten   | David S. Goyer                 |                                                  |
| 2003 | Kops                             | Josef Fares                     | 2020 | Deutschland                   | Faking Bullshit                     | Alexander Schubert             |                                                  |
| 2008 | So finster die Nacht             | Tomas Alfredson                 | 2010 | USA                           | Let Me In                           | Matt Reeves                    |                                                  |
| 2009 | Verblendung                      | Niels Arden Oplev               | 2011 | USA                           | Verblendung                         | David Fincher                  | Stieg Larsson – Verblendung (Roman)              |
| 2012 | Ein Mann namens Ove              | Hannes Holm                     | 2022 | USA                           | Ein Mann namens Otto                | Marc Forster                   | Fredrik Backman – Ein Mann namens Ove (Roman)    |
| 2013 | Ego                              | Lisa James Larsson              | 2019 | Deutschland                   | Song für Mia                        | Mira Thiel                     |                                                  |
| 2014 | Höhere Gewalt                    | Ruben Östlund                   | 2020 | USA                           | Downhill                            | Nat Faxon Jim Rash             |                                                  |

### Sowjetische Spielfilme
| Jahr | Original          | Regie                          | Jahr | Land                 | Neuverfilmung                         | Regie             | Vorlage                        |
| ---- | ----------------- | ------------------------------ | ---- | -------------------- | ------------------------------------- | ----------------- | ------------------------------ |
| 1972 | Solaris           | Andrei Arsenjewitsch Tarkowski | 2002 | USA                  | Solaris                               | Steven Soderbergh | Roman: Stanisław Lem – Solaris |
| 1980 | Flug durchs Feuer | Aleksandr Mitta                | 2016 | Russland, Kambodscha | Final Take-Off – Einsame Entscheidung | Nikolay Lebedev   |                                |

### Spanische Spielfilme
| Jahr | Original                           | Regie                      | Jahr | Land        | Neuverfilmung           | Regie             |
| ---- | ---------------------------------- | -------------------------- | ---- | ----------- | ----------------------- | ----------------- |
| 1997 | Vampyres                           | José Ramón Larraz          | 2015 | Spanien     | Vampyres                | Víctor Matellano  |
| 1997 | Virtual Nightmare – Open Your Eyes | Alejandro Amenábar         | 2001 | USA         | Vanilla Sky             | Cameron Crowe     |
| 2007 | [●REC]                             | Jaume Balagueró Paco Plaza | 2008 | USA         | Quarantäne              | John Erick Dowdle |
| 2011 | Sleep Tight                        | Jaume Balagueró            | 2018 | Südkorea    | Door Lock               | Lee Kwon          |
| 2014 | La isla mínima – Mörderland        | Alberto Rodríguez Librero  | 2019 | Deutschland | Freies Land             | Christian Alvart  |
| 2015 | Anrufer unbekannt                  | Dani de la Torre           | 2018 | Deutschland | Steig. Nicht. Aus!      | Christian Alvart  |
| 2017 | Es por tu bien                     | Carlos Therón              | 2020 | Deutschland | Es ist zu deinem Besten | Marc Rothemund    |
| 2018 | Wir sind Champions                 | Javier Fesser              | 2022 | Deutschland | Weil wir Champions sind | Christoph Schnee  |
| 2018 | Wir sind Champions                 | Javier Fesser              | 2023 | USA         | Champions               | Bobby Farrelly    |

### Tschechoslowakische Spielfilme
| Jahr | Original                         | Regie           | Jahr | Land        | Neuverfilmung                    | Regie               | Vorlage                                  |
| ---- | -------------------------------- | --------------- | ---- | ----------- | -------------------------------- | ------------------- | ---------------------------------------- |
| 1926 | Der brave Soldat Schwejk         | Karel Lamač     | 1931 | CSSR        | Dobrý voják Švejk                | Martin Frič         | Der brave Soldat Schwejk (Roman)         |
| 1926 | Der brave Soldat Schwejk         | Karel Lamač     | 1955 | CSSR        | Der brave Soldat Schwejk         | Jiří Trnka          | Der brave Soldat Schwejk (Roman)         |
| 1926 | Der brave Soldat Schwejk         | Karel Lamač     | 1957 | CSSR        | Der brave Soldat Schwejk         | Karel Steklý        | Der brave Soldat Schwejk (Roman)         |
| 1926 | Der brave Soldat Schwejk         | Karel Lamač     | 1960 | BRD         | Der brave Soldat Schwejk         | Axel von Ambesser   | Der brave Soldat Schwejk (Roman)         |
| 1973 | Drei Haselnüsse für Aschenbrödel | Václav Vorlíček | 2021 | Norwegen    | Drei Haselnüsse für Aschenbrödel | Cecilie Mosli       | Drei Haselnüsse für Aschenbrödel (Roman) |
| 1977 | Krabat                           | Karel Zeman     | 2008 | Deutschland | Krabat                           | Marco Kreuzpaintner | Krabat (Roman)                           |

### Ungarische Spielfilme
| Jahr | Original                     | Regie        | Jahr | Land         | Neuverfilmung | Regie                       | Vorlage                                 |
| ---- | ---------------------------- | ------------ | ---- | ------------ | ------------- | --------------------------- | --------------------------------------- |
| 1961 | Zwei Halbzeiten in der Hölle | Zoltán Fábri | 2020 | USA Kroatien | The Match     | Dominik Sedlar Jakov Sedlar | Todesspiel von Kiew (Wahre Begebenheit) |